# Club de Fútbol Cruz Azul
El Club de Fútbol Cruz Azul, mejor conocido como Cruz Azul, es un club profesional de la Primera División del fútbol mexicano, con sede en la Ciudad de México. Junto con América, Guadalajara y Universidad Nacional, es uno de los llamados «cuatro grandes del fútbol mexicano».
Fue fundado por la empresa cementera Cooperativa La Cruz Azul, en la localidad de Jasso, posteriormente renombrada Ciudad Cooperativa Cruz Azul, en el estado de Hidalgo. 
Se ubica en el cuarto lugar en el historial de la Primera División, con nueve campeonatos obtenidos. También cuenta con cuatro ediciones ganadas de la Copa México, tres trofeos como Campeón de Campeones, una Supercopa MX y una Supercopa de la Liga MX. Internacionalmente, es uno de los dos clubes con más títulos en la Copa de Campeones de la Concacaf con 7 (empatado con el Club América). Su palmarés acumulado lo posiciona como el tercer equipo más laureado del fútbol mexicano, con un total de 25 títulos oficiales. De la misma manera, resultó subcampeón de la Copa Libertadores 2001 y de la Copa Interamericana 1972.

## Historia

### Fundación, incursión al profesionalismo y ascenso
La historia del club se remonta al año de 1881. Cuando era una sociedad mercantil extranjera, bajo el auspicio del empresario inglés Henry Gibbon. Cincuenta años después, el 2 de noviembre de 1931, se convirtió en sociedad cooperativa mexicana, con 192 socios fundadores. El 21 de mayo de 1932, el entonces gobernador del estado de Hidalgo, Bartolomé Vargas Lugo, decretó la expropiación de la Sociedad Cooperativa Manufacturera de Cemento Portland La Cruz Azul S.C.L. (la Cruz Azul).
El 10 de diciembre de 1953, Guillermo Álvarez Macías, asumió el cargo de presidente del consejo de administración, y marcó un paso fundamental hacia la modernidad, la productividad, con el fin de brindar a los socios, los trabajadores, bienestar en lo social, deportivo, cultural, recreativo y en la salud.

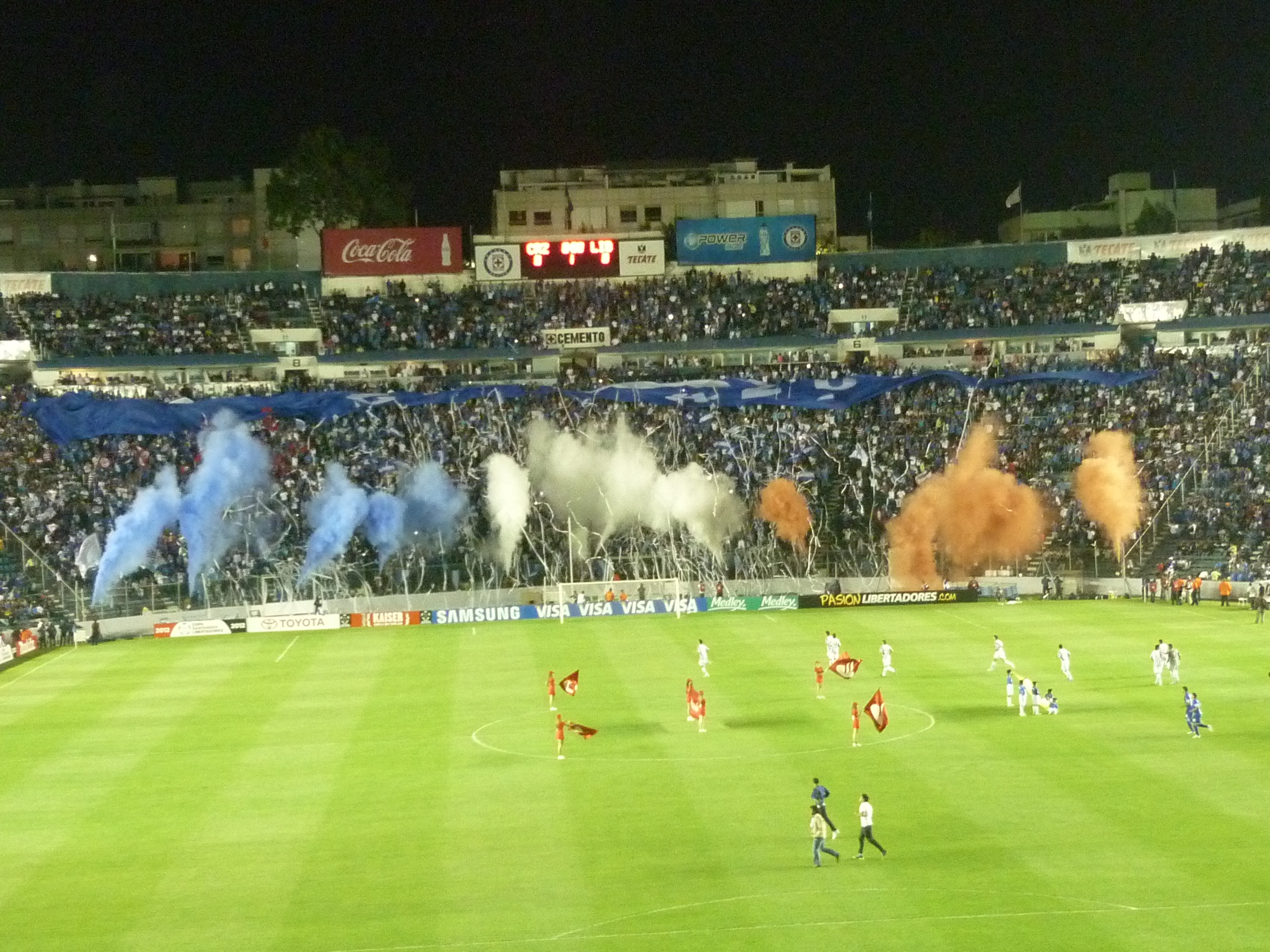
La Sangre Azul (barra).

La fundación del club fue en 1927 cuando los trabajadores de la Cooperativa La Cruz Azul S.C.L. querían participar en béisbol y fútbol. Al final se optó por el fútbol. Dentro de los principales impulsores de este equipo estuvieron Guillermo Álvarez Macías y Carlos Garcés, director general de la Cooperativa Cruz Azul y director de acción social, respectivamente.
Gracias a ambos, se logró que el equipo fuera un asiduo participante en los campeonatos nacionales amateurs representando al estado de Hidalgo tras obtener en innumerables ocasiones el título estatal.
Siendo futbolista activo, Carlos Garcés tenía que efectuar visitas esporádicas a la Compañía Manufacturera de Cemento Portland la Cruz Azul, S. A., ubicada en la Ciudad Cooperativa Cruz Azul -antes Jasso-, en el estado de Hidalgo. Tales visitas obedecían a su profesión como médico odontólogo para atender al personal de la fábrica.
El deporte favorito en el estado de Hidalgo era el béisbol. Consecuentemente, al personal de la manufacturera le gustaba practicarlo y, como Garcés era un apasionado del fútbol, platicó con algunos de sus pacientes sobre la conveniencia de efectuar un cambio en las aficiones deportivas de los empleados.
Después de una labor de convencimiento, el galeno logró reunir al Cruz Azul; los primeros futbolistas de este club fueron Salvador Rojo, Jacinto Vargas, Isidro Díaz, José Díaz, Rafael Cuevas, Luis Oviedo, Nicanor Oviedo, Carlos Romero, Alfonso Pérez, Carlos Garcés y Cirilo Cuevas.
Los primeros años del Cruz Azul pasaron desapercibidos debido a que en el estado de Hidalgo no hubo competencia regional que avalara las hazañas logradas por los equipos locales; sin embargo, el historial cruzazulino estuvo plagado de grandes éxitos en el terreno verdaderamente amateur. En este renglón pudo competir con los equipos de segunda fuerza del Atlante, Marte, Necaxa, Asturias, España y América.
Durante los años comprendidos entre 1932 a 1937, el Cruz Azul tuvo gran actividad en canchas de la Ciudad de México; era tal la actividad en la metrópoli, que su capacidad le era reconocida por los equipos locales, incluso, se dice que en 1936 su arquero Salvador Rojo fue premiado haciéndole dar la vuelta olímpica a la cancha del Parque Necaxa en la calzada de Obrero Mundial, a pesar de que el Cruz Azul había recibido una goleada de siete goles a cero por cuenta del Atlante.
Poco a poco iban surgiendo jugadores que habrían de dar lustre al nombre y los colores del Cruz Azul, por ejemplo Guillermo Álvarez Macías, quien llegó a ocupar la presidencia de la compañía cementera que bajo su dirección adoptó la razón social de Cooperativa Cruz Azul.
Álvarez Macías ha sido el presidente que más títulos de liga ha logrado. Es autor de la frase: "Honor y lealtad a nuestra patria, valor y nobleza en el deporte", la cual simboliza los valores de la institución.
A principios de 1960 cuando la administración de la Cooperativa, en su deseo de una reestructuración general decidió otorgar impulso firme y decidido al fomento deportivo tanto del fútbol como del béisbol, para mostrar que la iniciativa era verdaderamente formal, empezaron la construcción del Estadio 10 de diciembre.
Al contar con dicho estadio, nació la idea de llevar el fútbol profesional a la localidad hidalguense. De inmediato procedieron a realizar las gestiones necesarias para inscribir al Cruz Azul en la Segunda División (por invitación de esta), en el torneo correspondiente a la temporada 1960-61.

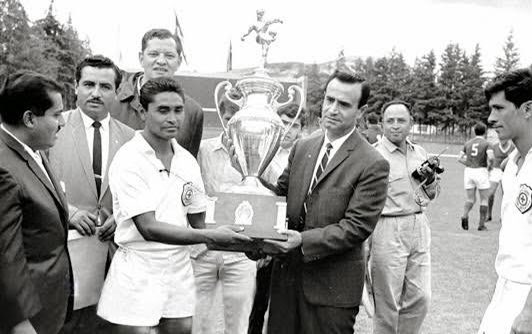
Álvarez Macías con el trofeo del Segunda División en 1964

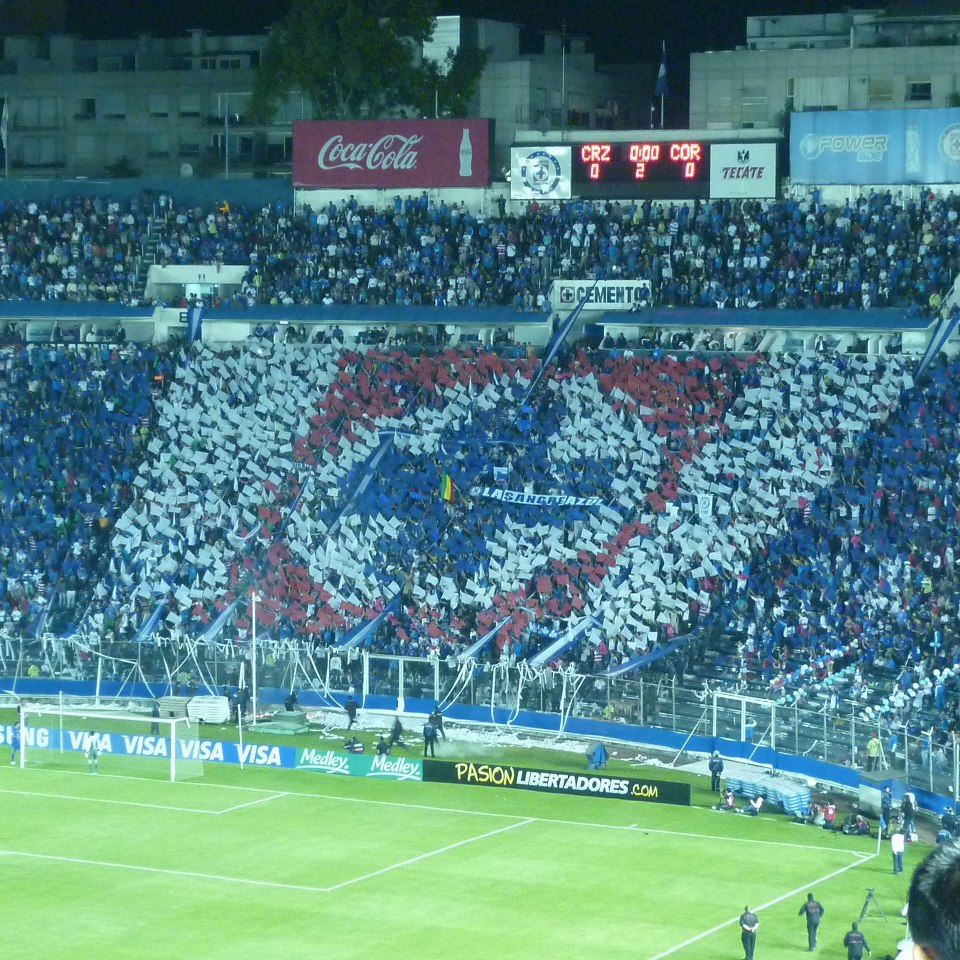
Cruz Azul vs. Corinthians.

En su primera incursión por el fútbol profesional de la Segunda División, el Cruz Azul logró el cuarto lugar y tres temporadas después, el 19 de enero de 1964, obtuvieron el ascenso al máximo circuito bajo la dirección técnica del húngaro Jorge Marik, asegurando el liderato general de la competencia, donde derrotaron al Zamora por 7-1. Todo esto gracias a la combinación de resultados en la tabla general, ya que el equipo de Fútbol del Club Deportivo Poza Rica, quien estaba arriba en la puntuación, cayó ante el equipo de Orizaba, en un duelo Jarocho de alta intensidad, al caer los petroleros y no sumar puntos permitió que este equipo ascendiera. 
Con esto, el Cruz Azul era campeón de la Segunda División, siendo el equipo número 15 porque en la temporada 1964-1965 no hubo descenso y se aumentaron los equipos de 14 a 16. El equipo N° 16 fueron los Tiburones Rojos de Veracruz, que ganaron un torneo contra los "Orinegros de Ciudad Madero" y "Los Chayoteros de Orizaba".
Plantilla de jugadores 1963-1964
- Aurelio Calvillo
- Enrique Hernández
- Enrique López
- Félix Cárdenas
- Dwight Navarrete
- Guillermo Reynoso
- Gabriel López
- Héctor Pulido
- Ismael Velázquez
- Jaime Lomelí
- Jesús García
- José Guadalupe Díaz
- Díaz Luis Bejarano
- Porfirio "El Potro" Gutiérrez
- Rafael Padilla
- Ramón Ibarra
- Raúl Arellano
- Roberto Muciño
- Roberto Reynoso
- Rogelio Alba

### Primeros años en el máximo circuito
Un mes después los Cementeros hicieron su debut en la primera división al efectuarse el torneo de Copa 1963-64, tocándole visitar al Necaxa con el que perdió 1-0 el 23 de febrero. En el torneo de Liga jugó su primer partido el 6 de junio de 1964 en Monterrey siendo goleado 4-1 por el Monterrey.
El primer triunfo de los cementeros aconteció en la tercera fecha del campeonato y tuvo lugar en Guadalajara al vencer 3-2 al Oro. El Cruz Azul terminó la primera temporada en el máximo circuito en el octavo lugar.
Con su ascenso a la Primera División, el Cruz Azul sabía que ello significaba el inicio de un camino que habría de recorrerse ante la incógnita del futuro y después de cuatro temporadas luchando por los máximos honores, consiguió su primer título de liga. Así, la historia cementera comenzó a escribirse para convertirse en uno de los clubes más importantes de la liga mexicana con sus nueve títulos.
A tan sólo cinco años de haber ascendido a Primera División, Cruz Azul transfiere a su primer jugador de liga llamado Gerardo Pacheco, la transferencia fue de $14,980. Una serie de ocho campeonatos, la mayoría obtenidos en los años setenta.
En la temporada 1968-69, Cruz Azul aseguró el liderato general y con ello obtener su primer título de Liga al derrotar al León como visitante por 3 a 2. Los goles cementeros los realizaron Fernando Bustos (8), Antonio Munguía (19) y un autogol del leonés Efraín Loza (47). En esta temporada ganó los tres títulos: Liga, Copa y campeón de Campeones.
Fecha2 de febrero de 1969
| Alatorre Ramírez Peña Sánchez Galindo Alejandrez Prado Pulido Munguía Bustos G.Flores Hernández Pat |

|  |

### La época de oro (década de 1970)

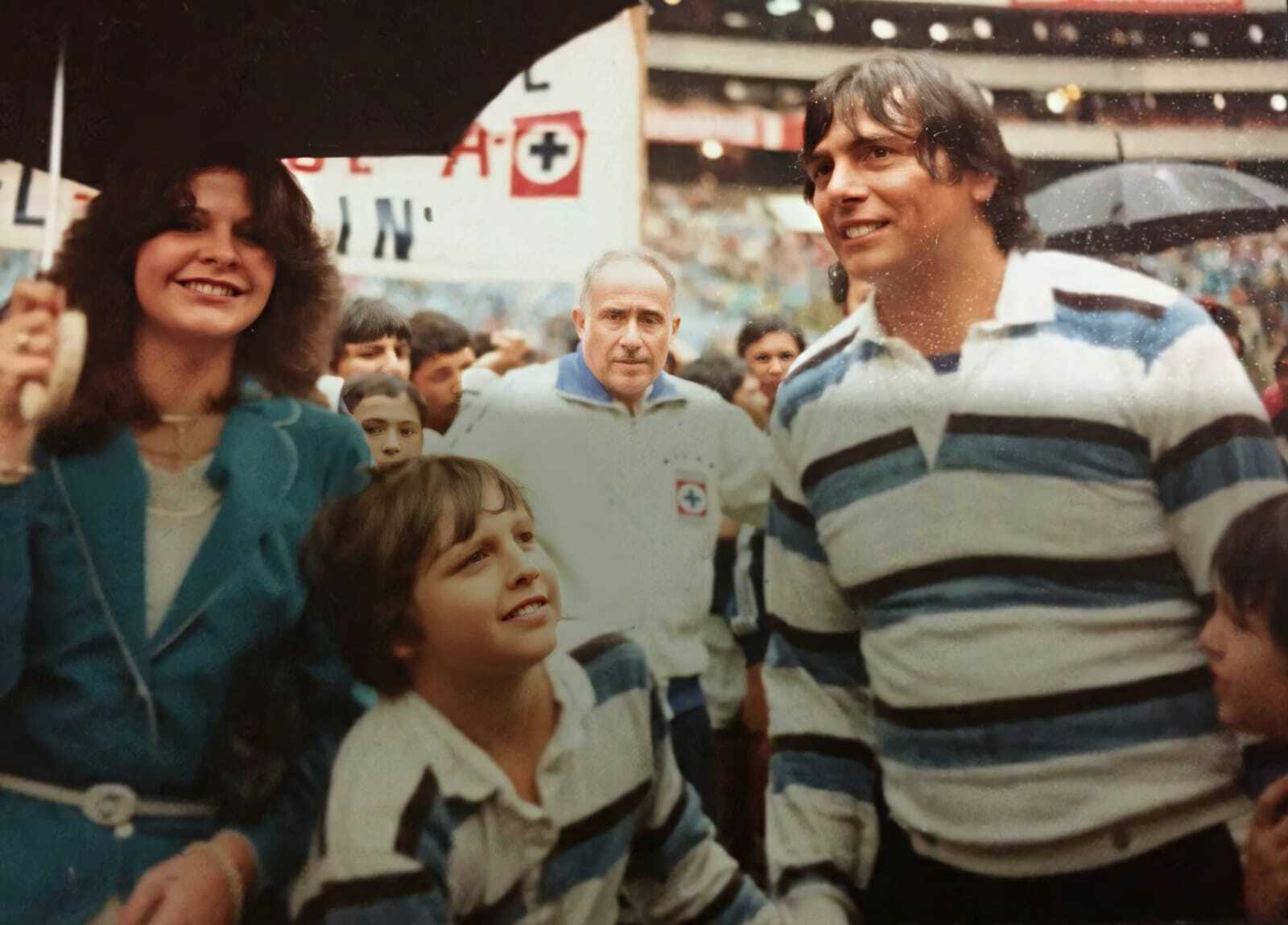
Miguel Marín

Desde finales de los años 60 y toda la década de los años 70, Cruz Azul se convirtió en el club más ganador y espectacular del país. En ese período ganó siete títulos de Liga (incluidos un tricampeonato y un bicampeonato), dos títulos Campeón de Campeones y tres Copas de Campeones de Concacaf.
El gran auge de Cruz Azul vino con la decisión de la directiva cementera de mudar el equipo de Ciudad Cooperativa al entonces Distrito Federal, ante las necesidades requeridas por el crecimiento en popularidad del equipo. El escuadrón celeste se conformó como un equipo legendario con figuras como Miguel Marín, Javier "Kalimán" Guzmán, Alberto Quintano, Javier Sánchez Galindo, Ignacio Flores, Cesáreo Victorino Ramírez, Octavio Muciño, Fernando Bustos, Eladio Vera y Horacio López Salgado, entre otros. A finales de la década se integraría otra camada de jugadores de excelente nivel, como Carlos Jara Saguier, Rodolfo Montoya, Miguel Ángel Cornero, Guillermo Mendizábal, Gerardo Lugo Gómez, José Luis Ceballos y Adrián Camacho.
Después de obtener el subcampeonato en la temporada anterior, Cruz Azul vuelve a ganar el título al ganar la ronda final de este torneo, que se dividió en dos partes. En la primera fase logró clasificar como tercer lugar del grupo "Pares" para después coronarse en la última jornada al derrotar al Pachuca en Ciudad Cooperativa por 2-0. A los celestes les bastaba únicamente el empate para asegurar la corona, pero finalmente ganó el partido para hacerlo con categoría.
Los goles fueron marcados por Octavio Muciño (64') y Rafael Hernández Pat (71').
Fecha11 de octubre de 1970
| Alatorre Arévalo Peña Sánchez Galindo Alejandrez Bustos Pulido Munguía Muciño Guerrero Hernández Pat |

|  |

En el segundo torneo donde el campeón se define por ronda de liguillas, Cruz Azul ganó su tercera corona venciendo a quien desde esa final se convertiría en su eterno rival: El Club América.
Esta fue la primera temporada del club jugando como local en el Estadio Azteca y donde por primera vez utilizó jugadores extranjeros en la plantilla. La Máquina impuso un récord de 10 victorias consecutivas, que fue el récord absoluto del futbol mexicano hasta que el León rompiera la marca en el Clausura 2019 con 12 triunfos; finalizó como líder general de la competencia y enfrentó en ronda de semifinales al Guadalajara; si bien perdió el encuentro de ida en el Azteca 1-0, le dio la vuelta en el Estadio Jalisco 2-0 para acceder a la final.
Por el hecho de que el América había definido su serie de semifinales contra Monterrey hasta un tercer partido extra, por mutuo acuerdo de ambos finalistas se decidió realizar la final a un solo partido. A pesar de tener minoría de aficionados, Cruz Azul ganó al cuadro azulcrema por un contundente 4-1.
A raíz de esta final, se gestó una fuerte rivalidad entre ambas escuadras, que derivó en el llamado Clásico Joven.
Los goles azules fueron convertidos por Héctor Pulido ('10), Cesáreo Victorino ('28) y Octavio Muciño (36' y '46).
Fecha9 de agosto de 1972
| Marín Ramírez Guzmán Quintano Sánchez Galindo Alejándrez Victorino Pulido Bustos Muciño Vera (Prado) (Gómez) |

|  |

Cruz Azul obtuvo el bicampeonato nuevamente finalizando como líder general, teniendo como rival de semifinales al Atlas. En la ida efectuada en el estadio Jalisco los celestes triunfaron por 3-2, y en la vuelta repitieron la victoria por 1-0. Es de señalar que este partido fue suspendido apenas a los 35 minutos de juego porque 5 jugadores del Atlas fueron expulsados. La final contra el León sería muy disputada, ya que se tuvo que definir en un tercer partido efectuado en el estadio Cuauhtémoc de Puebla. La ida (en León) terminó con empate a 1 y en la vuelta igualaron sin goles, y el citado tercer juego finalizó nuevamente con empate a un gol en tiempo regular. Finalmente, en tiempo extra ganaría Cruz Azul gracias a un autogol del "Tarzán" Davino.
Las anotaciones azules corrieron a cargo de Javier Guzmán ('40) y el autogol de Jorge Davino ('114).
Fecha: 19 de junio de 1973
| Marín Ramírez Guzmán Quintano Velázquez Alejándrez Victorino Pulido Bustos Muciño Vera (Flores) (Gómez) |

|  |

Con el quinto título el cuadro cementero logró el tricampeonato con bastante claridad a lo largo de la temporada regular y la liguilla. Para variar, terminó como líder de la competencia regular, solo perdió tres encuentros y se mantuvo invicto toda la segunda vuelta. En semifinales eliminó al Puebla, que si bien rescató un empate como local a uno, en la vuelta Cruz Azul ganó a los de la Franja con severa goleada de 6 a 1. En la final enfrenta al novel equipo Atlético Español, quien logra derrotar a los azules en el juego de ida.
Fecha: 19 de mayo de 1974
| Marín Flores Guzmán Quintano Sánchez Galindo Andrade Gómez Pulido Bustos López Salgado Vera (Gutiérrez) (Estrada) |

|  |

Luego de un período de espera de 4 años, Cruz Azul volvió a proclamarse campeón de Liga. Finalizando como líder general, clasificó a la ronda de postemporada en un grupo round-robin (todos contra todos), ganando su pase para la gran final. En esta fase de liguilla enfrentó al América (0-1 y 2-1), Toluca (1-0 y 1-0) y Atlético Potosino (2-1 y 2-2) para clasificar a la final contra los Pumas de la UNAM. En la ida realizada en Ciudad Universitaria hubo empate sin goles, y en la vuelta en el Azteca Cruz Azul gana por 2 a 0 para obtener su sexto título de Liga. Las anotaciones fueron hechas por Carlos Jara Saguier ('69) y Horacio López Salgado ('88).
Fecha: 30 de junio de 1979
| Marín Flores Rubio Cornero López Malo Lugo Jara Saguier Mendizábal Montoya López Salgado Ceballos (Toribio) (Camacho) |

|  |

Con este bicampeonato, Cruz Azul cerraría una época gloriosa en su entonces corta historia. Esta vez clasificó como segundo lugar general (abajo del América), y dentro de la fase de grupo prefinalista el cuadro cementero lo encabezaría al quedar sobre los Coyotes de Neza (1-0 y 1-0), Tampico (1-0 y 0-1) y Atlante (4-2 y 1-3) para acceder a la pelea por el título contra los Tigres. En el partido de ida, un gol de tiro libre cobrado por Rodolfo Montoya casi al final le dio la victoria a los celestes como visitantes. Finalmente, este tanto fue la diferencia que inclinó la balanza a favor de la Máquina, ya que en la vuelta realizada en el estadio Azteca el marcador finalizó con un emocionante empate 3 a 3. De hecho, Cruz Azul llegaría a tener ventaja de 3 a 0, pero fue alcanzado por el cuadro norteño que no obstante, se quedó a un paso de forzar los tiempos extras. Las anotaciones en este partido corrieron a cargo de Adrián Camacho ('5) y Rodolfo Montoya ('10 y '56).
Fecha: 13 de julio de 1980
| Marín Flores Toribio Cornero Viveros Lugo Jara Saguier Mendizábal Montoya Camacho Ceballos (Rosas) |

|  |

### Una larga sequía (1980-1997)
En la temporada 1980-81 Cruz Azul se perfilaba para conseguir su segundo tricampeonato, pero esta intención fue terminada por los Pumas de la UNAM, quienes habían perdido la ida 1-0 en el Estadio Azteca, pero ganaron 4-1 en Ciudad Universitaria, en la que también era la despedida de Hugo Sánchez, que se iba a España al Atlético de Madrid. Desde ese momento, Cruz Azul entró en una etapa de sequía de títulos, si bien llegó a otras tres finales de liga (contra Guadalajara en 1987, América en 1989 y Necaxa en 1995) y una de copa (contra Puebla en 1988). En esa época Cruz Azul no calificó a cuatro liguillas, y en la temporada 1989-90 ocupó el antepenúltimo lugar de la tabla, sólo encima de Atlante y Tampico Madero, aunque no estuvo en riesgo de descender. Se distinguió por ser un animador de la ronda de liguillas, pero sin obtener el anhelado campeonato hasta la instauración de los torneos cortos. Después de no clasificar a la ronda de liguilla en los dos primeros torneos cortos, Cruz Azul por fin logra romper el ayuno de títulos proclamándose campeón en la temporada Invierno 1997 gracias hasta el que hoy en día es su gran héroe Carlos Hermosillo. Previamente había sido campeón de copa derrotando a Toros Neza, y después ganaría dos títulos más de Concacaf Liga Campeones (1996 y 1997).
Finalizaría el milenio llegando a la final contra el Pachuca (Invierno 1999), donde era favorito para ganarla al recibir el partido definitivo en casa. Sin embargo, los Tuzos anotaron en tiempo extra un gol de oro y ahí volver su triste historia; con ello se coronaron, privando a los celestes de lo que hubiera representado el noveno campeonato. En los últimos años del siglo XX Cruz Azul tuvo una gran regularidad, destacando los 40 puntos conseguidos en el invierno 1998, luego de 12 triunfos, 4 empates y 1 derrota. También pasaron por el club grandes jugadores como el campeón del mundo en 2006 Mauro Camoranesi.
Cruz Azul vivió una larga espera para ganar otro título de liga, y esta llegó 17 años después en el tercer torneo corto efectuado. Finalizó como segundo sitio general (un punto abajo del León) y en la liguilla despachó en cuartos de final al Atlas (1-0 en el Jalisco y 4-1 en el Azul), y en la semifinal al Atlante (1-1 en el Azteca y 1-0 en el Azul), para enfrentar al León en una muy disputada serie final. En el juego de ida en el Azul, la Máquina sacó la ventaja mínima con un penal cobrado por Benjamín Galindo. En la vuelta efectuada en el estadio Nou Camp, el cuadro esmeralda logra empatar el global con tanto de Missael Espinoza, forzando a los tiempos extras. Ya en la prórroga Arturo Brizio, el árbitro, había marcado el penalti en contra del portero esmeralda Ángel David Comizzo tras una fuerte patada sobre el rostro de Carlos Hermosillo; acto que beneficiaria al cuadro cementero. Sacudido, con el rostro ensangrentado, el goleador apodado el "Grandote de Cerro Azul" se armaría de valor y no dudó en cobrar el penalti al minuto '100, con el criterio de gol de oro. De esta forma Cruz Azul se consolidaría campeón del fútbol mexicano, ganando su octavo título.
Fecha: 7 de diciembre de 1997
| Pérez O. Rodríguez Reynoso Sixtos Castañeda Adomaitis Moreno Barra Palencia Galindo Yegros (Hermosillo) (Fuentes) (Morales) |

|  |

### Inicios del siglo XXI: la falta de títulos
Lo más destacado de esta época fue el subcampeonato obtenido en la Copa Libertadores 2001, donde perdió la final contra el bicampeón Boca Juniors en serie de penaltis. Esta fue la primera participación de Cruz Azul en el certamen. El equipo fue la sensación de aquella edición donde superó a equipos tales como Defensor Sporting, Sao Caetano, Centro Deportivo Olmedo, Cerro Porteño, River Plate y Rosario Central.
En el año 2003 también clasificó a la copa, quedando eliminado en cuartos de final por el Santos de Brasil. En dicho resultado influyó de manera determinante el conflicto interno que derivó en la rescisión de contratos de una buena parte del plantel.
Del año 2001 al 2004, Cruz Azul tuvo temporadas apenas de media tabla debido a problemas internos. Sin embargo, se las arregló para clasificar a la liguilla, dándose el extraño caso de ser el único equipo que logró calificar a post-temporada siendo undécimo lugar general durante tres temporadas consecutivas e incluso llegó a una semifinal (Clausura 2004). Sin embargo, en el torneo Apertura 2004 terminaría por explotar la crisis futbolística que venía arrastrando por años. Ocupó el antepenúltimo lugar de la tabla, apenas arriba de Tecos y Santos por diferencia de goles, siendo hasta ese momento el peor torneo de la historia cementera.
A partir del año 2005, el equipo retornó a los primeros sitios de la tabla e hizo buenas temporadas en fase regular, pero en la ronda de liguilla no logró trascender en la medida esperada. En ese lapso Rubén Omar Romano e Isaac Mizrahi se harían cargo del equipo. En el 2007, bajo la dirección de Sergio Markarián la escuadra celeste ganó la Copa Panamericana 2007 a Boca Juniors. El equipo llegó a la final del Clausura 2008 para obtener el subcampeonato ante Santos. No obstante, la directiva cementera no logró llegar a un acuerdo con el técnico uruguayo para renovar contrato, terminando su relación laboral.
Para el Apertura 2008, la dirección técnica recayó en Benjamín Galindo, auxiliar de Markarián en la gestión anterior. Cruz Azul mantendría la buena inercia que traía del Clausura y se lograría meter de nueva cuenta a la Final, esta vez ante el Toluca. Los Diablos Rojos ganarían la ida 0-2 en el Estadio Azul, pero la Máquina se repondría de este resultado y triunfaría por el mismo marcador en el Nemesio Díez, forzando a tiempos extras y después a los penales. Ahí, la suerte no acompañaría a los celestes y caerían 7-6, perdiendo de nueva cuenta el título.
El Clausura 2009 sería el peor torneo en la historia de Cruz Azul en la Primera División. Con solo dos triunfos, siete empates y ocho derrotas (13 puntos), la Máquina ocupó el último lugar general, por primera y única vez en su historia.
En el Apertura 2009, se daría el regreso de Enrique Meza y con él, la llegada de jugadores como el argentino Emanuel el "Tito" Villa, o el portero seleccionado nacional José de Jesús Corona. Así, Cruz Azul después de un torneo sin clasificar a liguilla nuevamente demostró un buen fútbol, sobre todo por la sociedad Jaime Lozano-Emanuel Villa. Emanuel Villa haría 17 goles en el torneo regular, siendo campeón de goleo esa campaña, y anotó otros más en liguilla, y el Cruz Azul finalizó en 2° general. Sin embargo un marcador en contra de 4-3 en la final de ida sobre Monterrey, y una derrota por 1-2 en la vuelta en el Estadio Azul con un marcador global de Cruz Azul 4-6 Monterrey, de nuevo se quedaron en la orilla, conformándose una vez más con el subcampeonato. Al siguiente torneo, el Bicentenario 2010 llegó al club Christian el "Chaco" Giménez, pero sin embargo ese torneo no pudo clasificar a liguilla y se perdió otra final en Concachampions 2009-2010 ante Pachuca en el último minuto.
Para el Torneo Apertura 2010 se produjo otra temporada histórica para el Cruz Azul logrando 39 puntos, a uno de igualar su propio récord y a dos de romper el récord de la liga de más puntos en torneos cortos (17 fechas), con la sociedad Villa-Chaco, la rápida adaptación de Gonzalo Pineda y una gran campaña del "Chuletita" Orozco, el debut de un habilidoso Javier Aquino, además de la seguridad de tener a "Chuy" Corona en el arco, llevaron al equipo a arrasar la fase regular de pies a cabeza, siendo la mejor delantera y mejor defensa. Además desplegaron un fútbol con un estilo bien definido. Era el mejor Cruz Azul de los últimos tiempos, ya que no dependía de individualidades, sino que era un trabajo en equipo. Sin embargo, en la vuelta de los cuartos de final, una mala tarde ante Pumas los dejó fuera del torneo al perder 0-2 en casa, a pesar de haber triunfado 2-1 en Ciudad Universitaria.
El Torneo Clausura 2011 significaba para Cruz Azul tener nuevas ilusiones puestas, con las incorporaciones de Marcelo Palau para encontrarle un compañero a Gerardo Torrado, así como de los chilenos Hugo Patricio Droguett para suplir la lesión de Alejandro Vela y Waldo Ponce para reforzar la línea defensiva. Sin embargo, Cruz Azul tuvo una notable irregularidad logrando 26 puntos. En la jornada 10 derrotaron nuevamente 2-0 al América después de 8 años sin ganar en el Estadio Azteca, (la última vez fue en el Clausura 2003); después en el final del torneo regular estuvo a un punto de no clasificar por la diferencia de goles, después de derrotar al Toluca le llegaron dos derrotas consecutivas, una de ellas en el Estadio Azul que acabó con 2-3 frente a Morelia, rompiendo la racha invicta como local desde el 6 de febrero del 2010 en el Bicentenario 2010, aunque la victoria de 3-0 frente a Monterrey en casa ayudó a que Cruz Azul pudiera clasificar junto con los últimos dos partidos que terminaron en empate. Mientras que en la Concachampions 2010-2011 sucumbió en semifinales frente a Monterrey con un polémico penal en la vuelta, por marcador global de 3-2.
En la liguilla enfrentaba al Atlante en cuartos de final, logrando clasificar a semifinales por marcador global de 2-1. En semifinales enfrentaba al Morelia, en el partido de ida ganó 2-0, pero en la vuelta el Morelia le daría una voltereta extraordinaria con 3-0, lo cual dejaba a Cruz Azul fuera del torneo con marcador global de 2-3. En el partido de vuelta hubo disturbios debido a que un aficionado de Cruz Azul entró al campo de juego, lo cual provocó un pleito en el que Christian Giménez y José de Jesús Corona fueron suspendidos los siguientes 6 partidos para el Torneo Apertura 2011.
En el siguiente torneo el equipo clasificó como segundo sitio general de la competencia, lo cual le dio acceso a la liguilla y a la Copa Libertadores 2012 como México 2. Sin embargo, nuevamente se enfrentó a Monarcas Morelia y los michoacanos repitieron la dosis para eliminar a Cruz Azul, con victorias de 2-1 para un global de 4-2.
A lo largo del Torneo Clausura 2012 los celestes adolecieron de varias lesiones de jugadores clave (Torrado, Giménez, Villa, Ponce, Araujo), que combinado con el empalme de calendario con Copa Libertadores mermaron físicamente el rendimiento del equipo. El rendimiento irregular a lo largo del torneo requería que Cruz Azul forzosamente derrotara al América en la última jornada para acceder a la liguilla. Los azules se quedaron a un paso de la proeza, al levantarse de un 0-2 inicial, igualaron a 2 tantos, pero fue insuficiente para clasificar. En la Libertadores 2012 los Celestes clasificaron como segundo lugar de grupo -por debajo del Corinthians, a la postre campeón del certamen y de la Copa Mundial de Clubes 2012-, y accedieron a octavos de final contra el Libertad de Paraguay, quedando eliminados con marcadores de 1-1 en México y 0-2 en Asunción. Después de este resultado adverso, Enrique Meza, Emanuel Villa y Edixon Perea quedaron desligados del equipo.
Para el Torneo Apertura 2012 se contrató a Guillermo Vázquez como director técnico, más las incorporaciones de elementos importantes como Luis Amaranto Perea, Mariano Pavone y Pablo Barrera. El equipo finalizó en sexto sitio general, clasificando a la liguilla como la defensa menos goleada (15 tantos), encarando al León en cuartos de final. Los celestes triunfan en la ida como locales por 2-1, pero sucumben por 3-0 en el Nou Camp, para quedar eliminados con un global de 2-4.

### Fin de la sequía de títulos oficiales
En la temporada Clausura 2013 se incorporaron como refuerzos Nicolás Bertolo y Teófilo Gutiérrez. A cambio, Cruz Azul transfirió a Javier Aquino al Villarreal CF. En la edición 42 de la Copa MX, avanzaría en fase de grupos por encima de Atlas, Irapuato y Lobos BUAP. En cuartos de final eliminó a Jaguares de Chiapas y se encontraría en semifinales al América, que había tenido un gran torneo de copa y que en la liga se encontraba en gran nivel, además de contar con el antecedente de haber sido apabullados en el Estadio Azteca apenas unas semanas antes. Con todo en contra se enfrentarían a único partido en el Estadio Azteca, con el Cruz Azul como posible víctima, pero en un grandioso primer tiempo finalizarían 1-0 a favor de la máquina con gol del "Chaco", más tarde emparejaría Mina para el 1-1, con lo que se decretarían los tiros penales que terminaría resolviendo Cruz Azul por la falla de Aquivaldo Mosquera. Esto daría el pase a la final al conjunto celeste, donde enfrentaría al Atlante en el Andrés Quintana Roo, en Cancún, donde tras un partido muy cerrado se irían a la tanda de penales. El marcador terminó favoreciendo a los azules 4-2, gracias a aciertos en los cobros de Teófilo Gutiérrez, Javier Orozco, Alejandro Castro y Pablo Barrera, y a fallas de Francisco Fonseca y Luis Venegas, dando finalmente un título oficial por primera vez en 15 años.
En mayo de 2013, Cruz Azul avanzó a la final de liga, tras eliminar a Monarcas Morelia en cuartos (4-3 global) y Santos Laguna en semifinales (5-1 global), teniendo que enfrentar al América por el título. Gana la ida 1-0 con gol del "Chaco" Giménez, pero en la vuelta cayó en los últimos 5 minutos con goles de Aquivaldo Mosquera y un Gol del portero Moisés Muñoz, para el 2-2 global y posteriormente, en penales perder el título 4-2.
Sin embargo, pese a la no obtención del título liguero, Cruz Azul obtuvo el boleto para la Liga de Campeones de la Concacaf 2013-14 donde superó la fase de grupos sin problemas terminando invicto y como primer lugar de su grupo y enfrentando así a Sporting Kansas City de Estados Unidos en los Cuartos de final con el cual cayó 1-0 en la ida y goleó 5-1 en el partido de vuelta para así, con un marcador global de 5-2 lograr su pase a las semifinales donde se mediría con el Club Tijuana al cual venció por marcador global de 2-1 y así llegó a una nueva final en donde enfrentaría al Deportivo Toluca. El partido de ida terminó 0-0 en el Estadio Azul y la vuelta terminó 1-1 con ventaja para los celestes por el gol de visitante conseguido por Mariano Pavone. Con ello consigue su sexto título de Concacaf, lo convertiría en ese entonces en el equipo más ganador en la Copa de Campeones de CONCACAF (actual CONCACAF Liga Campeones) y obtiene así su pase directo a la Copa Mundial de Clubes de la FIFA 2014 celebrada en Marruecos.
En su primera participación en la historia del Mundial de Clubes, derrota en cuartos de final al Western Sydney Wanderers de Australia por marcador de 3-1, En semifinales cayó por goleada de 0-4 frente al Real Madrid y en el juego por el tercer lugar cae de nueva cuenta, esta vez con el Auckland City, tras el 1-1 en los 90 minutos y el 4-2 en los tiros del punto penal. Así la máquina se conformó con el cuarto lugar, empatando lo hecho por los clubes mexicanos América (2006 y 2016), Pachuca (2008) y Atlante (2009).

### Racha negativa (2014-2017)
Tras el súper liderato del Clausura 2014 y el título de Concacaf en 2014, Cruz Azul ingresó en una mala racha: no logró calificar a la Liguilla durante tres años, es decir, seis torneos (Apertura 2014-Clausura 2017).
El segundo semestre del 2014 fue desastroso: en el Apertura 2014, quedó ubicado en el lugar 13 de la tabla general, además de ser eliminado en fase de grupos de la Liga de Campeones de la Concacaf 2014-15. En el Mundial de Clubes, obtuvo un decoroso cuarto lugar.
Para el Clausura 2015 peleó la calificación hasta la última jornada, donde una derrota por 0-2 ante la U. de G. y un empate de Santos ante Puebla (2-2) lo dejó en la orilla como noveno general, eliminado por diferencia de goles, con 25 puntos.
Tras este par de malos torneos, Luis Fernando Tena dejó de ser el técnico y llegó a su relevo Sergio Bueno para el Apertura 2015. Con Bueno, se vio uno de los peores planteles en torneos cortos, y apenas en la jornada 10, tras caer 2-1 ante Puebla, fue cesado. El nuevo estratega sería Tomás Boy, quien no lograría levantar ese torneo y Cruz Azul acabó el décimo cuarto con apenas 20 puntos. En la Copa MX, llegaron a cuartos de final, donde el León los eliminó (2-0).
El Clausura 2016 sería el primero con Boy al frente desde un inicio. Fue un torneo lleno de altibajos. En copa lograron el liderato de la fase de grupos, pero caerían en 'semis' ante el Necaxa, 2-3 en el Estadio Azul. Mientras que en la Liga, la irregularidad fue la constante. Fue así como llegó a la jornada 17 con la posibilidad de calificar, en sus manos: Tigres era tanto el rival en turno, como también el rival directo en la lucha por calificar; el equipo que ganara sería el calificado. Pese a que la Máquina era local, los regios lograron imponerse por goleada, 0-3 y dejaron a los celestes nuevamente sin liguilla.
Nuevamente, para el Apertura 2016 Cruz Azul tendría un nivel bajo. Cayó eliminado en cuartos de final de la Copa ante Querétaro. En la liga, tras malos resultados y una ya nula simpatía con la afición, Boy renunció al banquillo celeste tras perder ante Puebla, 1-2 en la jornada 14. El torneo finalizó con Joaquín Moreno como técnico interino, quien ya no pudo 'revivir' al equipo que con 19 puntos, acabó en la posición 14.
Paco Jémez llegaría como nuevo timonel en el Clausura 2017. Tras un mal inicio en el torneo copero, Cruz Azul se sobrepuso y llegó hasta las semifinales donde caería ante Morelia por 1-0. En el torneo de liga, de nueva cuenta aparecería la irregularidad, y debido a ello, el equipo quedó por sexta ocasión consecutiva relegado de la 'fiesta grande', con 21 unidades en el puesto 11.
Fue para el Apertura 2017 cuando cortaría esta mala racha. El equipo de Jemes no fue tácticamente exquisito, pero con el estilo de garra y unidad que imprimió el DT español, logró sacar puntos y fue así como en la última jornada derrotaría en la cancha del Azul a Veracruz con solitario gol de Felipe Mora y volvería a una liguilla como sexto lugar general con 27 puntos.
En cuartos de final enfrentaría al América, en una serie tan trabada que culminó con un 0-0 global, que calificó a semifinales a los azulcremas por el criterio de posición en la tabla, y dejó a los celestes en el camino, lo que fue un duro golpe, pues fue también el América quien los eliminó de la copa de ese torneo, en octavos de final.
Al finalizar el 2017, Jemes no renovó con el club y se marchó envuelto en peleas con la prensa deportiva mexicana, aunque con el apoyo de un gran sector de la afición. A su reemplazo llegó Pedro Caixinha.

### Regreso al protagonismo (2018-2020)
Con Pedro Caixinha al mando, el torneo Clausura 2018 fue de reestructuración para Cruz Azul, si bien tampoco se consiguió calificar, se comenzó a implementar su estilo de juego. El Apertura 2018 representó un cambio radical para la gestión directiva y plantilla, ya que el equipo regresó a ejercer localía al Estadio Azteca, se incorporó Ricardo Peláez como director deportivo, teniendo facultad de decidir sobre contrataciones importantes, teniendo como objetivo prioritario obtener el campeonato de Liga, ya sea en el corto y mediano plazo; y devolverle la grandeza deportiva al club para disputarle la hegemonía a los Tigres, Monterrey y su eterno rival el América.
Llegaron como refuerzos importantes Pablo Aguilar, Igor Lichnovsky, Iván Marcone, Elías Hernández, Milton Caraglio y Roberto Alvarado, los cuales dieron resultados inmediatos, perfilando a Cruz Azul como líder general de la competencia. En la Copa MX Apertura 2018, gana su 4to. trofeo derrotando al Monterrey en su propia casa para coronarse. Ya en liguilla, supera en cuartos de final al Querétaro por victoria de 2-0 como visitante en La Corregidora y con empate a un gol en el Azteca; en la semifinal enfrenta al Monterrey, quien buscaba revancha de la final de Copa, ganando la ida por 1-0 con gol de Rodolfo Pizarro. En la vuelta, Cruz Azul gana apretadamente 1-0 con gol de Milton Caraglio, quien se sobrepuso a un penal fallado en el partido, avanzando por el criterio de posición en la tabla para llegar a una nueva final de nueva cuenta contra el América, buscando la revancha de la final del Clausura 2013. En la ida, prevaleció la paridad con empate a cero, pero en el juego de vuelta la Máquina volvió a sucumbir ante su eterno rival por 0-2, con dos tantos de Edson Álvarez, obteniendo un nuevo subcampeonato de liga.
Para el Clausura 2019 los celestes tuvieron un inicio flojo, pero lograron mejorar en las últimas jornadas para terminar como cuarto sitio general de la tabla. En cuartos se enfrentó nuevamente al que ha ejercido dominación sobre ellos en esta década: el América, quien eliminó nuevamente a Cruz Azul por global de 3-2; en la ida los azulcremas se impusieron 3-1, aunque en el juego de vuelta la Máquina rompió la maldición de 16 partidos consecutivos de no poder vencer a las Águilas en Liga al ganarles 1-0 (pero que fue insuficiente para avanzar), con tanto de Jonathan Rodríguez.
Previo al Apertura 2019, la Máquina ganó la Supercopa MX 2019 ante el conjunto del Necaxa en el StubHub Center. Con goles de Milton Caraglio, Elías Hernández, Édgar Méndez y Juan Escobar, Cruz Azul derrotó 4-0 a los 'Rayos' y conquistó su título oficial número 21, colocándose como el tercer equipo mexicano con más títulos oficiales, solo por debajo de Guadalajara con 26 y el América con 35.
La Máquina volvió a iniciar irregularmente el torneo Apertura 2019, y en la jornada 8 Cruz Azul empataría contra Guadalajara a un gol; el 1 de septiembre, los directivos de Cruz Azul se reunieron para decidir la salida de Pedro Caixinha. El 6 de septiembre, por diferencias con los directivos Víctor Garcés y Alfredo Álvarez Cuevas, Ricardo Peláez renunció al cargo de director deportivo; llegando como director técnico Robert Siboldi.
Con Siboldi al mando, Cruz Azul enfrentó a los Tigres y los derrotó en la Final de la primera edición de la Leagues Cup. Sin embargo, en el torneo de liga, el equipo no lograría levantar y culminaría él mismo como duodécimo general con 23 puntos. Tal vez la única gran alegría para los 'celestes' llegó en la jornada 13, cuando golearon por 5-2 al América.
Previo al Clausura 2020, Jaime Ordiales asumió la dirección deportiva del equipo, puesto que estaba vacante desde la salida de Peláez y se mantuvo a Siboldi como estratega. La Máquina comenzó el torneo con tropiezos ante Atlas y Atlético de San Luis, lo que generó dudas en la plantilla cementera. Sin embargo, desde la jornada 3 se enrracharía y conseguiría 8 duelos sin perder, incluyendo 6 victorias consecutivas (jornadas 5 a la 10).
En la fecha 10, se enfrentaría al América y lo vencería 0-1 con anotación de Jonathan Rodríguez y con José de Jesús Corona atajando un penal en el último minuto del partido.
Ese partido sería el último disputado ese torneo, pues llegó a México la pandemia de COVID-19, lo que provocó que el Clausura 2020 fuera en un principio suspendido y posteriormente "finalizado de manera anticipada", lo que hizo que el título de la Liga MX fuera declarado 'desierto'.
Al momento de la suspensión del torneo, Cruz Azul marchaba como líder general del torneo con 22 unidades y con el "Cabecita" Rodríguez como líder de goleo con 9 anotaciones. Este par de logros, si bien no fueron oficiales, quedaron como una anécdota del buen torneo que jugaba la Máquina.
Lo que sí quedaría pendiente pero sin fecha, sería la Liga de Campeones de la Concacaf 2020, donde Cruz Azul participaba y ya había superado la ronda de Octavos de Final.
La actividad futbolística en México se reanudaría en el Apertura 2020, que cambiaría de nombre a Guard1anes 2020.
La Máquina se colocaría desde inicio como uno de los grandes contendientes, por el buen Clausura 2020 que había realizado en las jornadas que se disputaron, así como también por haber ganado el torneo amistoso Copa GNP por México, que marcó el regreso del fútbol a las canchas mexicanas, tras varios meses de pausa.
El Guard1anes 2020 sería bueno a secas para Cruz Azul. Si bien, acabó cómo 4° general, asegurando Liguilla de manera directa y evitando el repechaje (el cual se implementó en la liga a partir de ese torneo), la Máquina tuvo lapsos grises, sobre todo al final del torneo, donde llegó a perder 4 de sus últimos 5 compromisos.
En Cuartos de Final, su rival serían los Tigres de la UANL. Los celestes derrotarían como visitantes a los felinos por 1-3 en la ida, y para la vuelta, caerían 0-1 en la cancha del Azteca. Sin embargo, Cruz Azul no tuvo muchos problemas para meterse a semifinales, donde se encontraría con los Pumas de la UNAM. La ida en el Azteca fue un festín de goles celestes; un 4-0 que parecía había dejado sentenciada la eliminatoria, pero no fue así. La vuelta en C.U., culminó con idéntico marcador pero esta vez favorable a los felinos, que con el 4-4 global, avanzaron a la gran final por la posición en la tabla, que los favorecía sobre los cementeros.
Tras esta sorprendente eliminación del Guard1anes 2020, Robert Dante Siboldi renunció a su cargo como entrenador azul y la Máquina tuvo que viajar a Estados Unidos para encarar el regreso de la 'Concachampions' 2020 con Luis Armando González como entrenador interino.
El trago amargo vivido en la liga unos días antes, le pasó factura a la Máquina y cayó eliminada ante Los Angeles Football Club (2-1) en el Exploria Stadium de Florida.

### La muy esperada novena (2021)
Tras finalizar el año 2020 con resultados desfavorables, el Club Deportivo Cruz Azul implementó una reestructuración con miras al torneo Guard1anes Clausura 2021. Como parte de estos cambios, Juan Reynoso fue designado nuevo director técnico del equipo –cabe destacar que Reynoso formó parte del plantel que obtuvo el campeonato de liga en el Torneo Invierno 1997–. Asimismo, Álvaro Dávila se integró al club como presidente ejecutivo, siendo él quien eligió a Reynoso para ocupar el cargo de entrenador. 
El equipo debutó en el certamen con una derrota por 1-0 ante Santos Laguna. En la segunda jornada, volvió a caer, esta vez como local, por el mismo marcador frente al Club Puebla. Fue hasta la tercera fecha cuando Cruz Azul consiguió sus primeros puntos del torneo, al vencer como visitante al Club Pachuca por 0-1. A partir de ese momento, el equipo inició una racha positiva, ya que dicho triunfo marcó el inicio de una serie de doce victorias consecutivas, lo que constituye un récord en la Liga MX, compartido con el Club León del Clausura 2019. Esta racha finalizó en la jornada 15, tras empatar 1-1 frente al Club América.
Aunque no logró prolongar su racha de triunfos, Cruz Azul mantuvo el invicto durante el resto de la fase regular, concluyendo el torneo como líder general con 41 puntos en 17 partidos, lo que representa un rendimiento del 80 %. Este porcentaje iguala el récord histórico en torneos cortos del fútbol mexicano, también compartido con León. 
Paralelamente, Cruz Azul participó en la Liga de Campeones de la Concacaf 2021. En los octavos de final, eliminó al Arcahaie FC de Haití con un marcador global de 8-0 (0-0 en la ida y 8-0 en la vuelta). En cuartos de final, superó al Toronto FC de Canadá con un marcador global de 4-1 (1-3 en la ida y 1-0 en la vuelta).
En los cuartos de final del Guard1anes Clausura 2021, Cruz Azul enfrentó al Deportivo Toluca. En el partido de ida, disputado en el Estadio Nemesio Díez, el equipo sufrió su primera derrota en casi cuatro meses, por 2-1. En el encuentro de vuelta, celebrado en el Estadio Azteca, el club logró remontar la serie con una victoria de 3-1, gracias a las anotaciones de Bryan Angulo, Jonathan Rodríguez y Santiago Giménez. El resultado global fue de 4-3 a favor de Cruz Azul, permitiéndole avanzar a semifinales.
En la fase de semifinales, se enfrentó nuevamente al Club Pachuca. El partido de ida, disputado en el Estadio Hidalgo, finalizó sin goles. En el encuentro de vuelta, Cruz Azul se impuso por 1-0 con un gol de Santiago Giménez, clasificándose a la final del torneo. La final del Guard1anes 2021 se disputó entre Cruz Azul y Santos Laguna. El partido de ida tuvo lugar en el Estadio TSM Corona de Torreón. En ese encuentro, Santos dominó algunos tramos del juego, aunque Cruz Azul logró mantener su portería sin anotaciones. La única diferencia fue un gol de Luis Romo, que estableció el marcador final de 0-1. La final de vuelta se celebró en el Estadio Azteca. Santos Laguna tomó la iniciativa en el primer tiempo y consiguió empatar el marcador global con un gol de Diego Valdés al minuto 37. En la segunda mitad, Cruz Azul adoptó una postura más ofensiva y logró anotar al minuto 51, mediante una jugada que culminó con una asistencia de Yoshimar Yotún y una definición de Jonathan Rodríguez. El marcador global se estableció en 2-1 a favor de Cruz Azul, que mantuvo la ventaja durante el resto del partido. Con este resultado, Cruz Azul se proclamó campeón de la Liga MX, logrando así su noveno título de liga y poniendo fin a una sequía de más de 23 años sin coronarse en el fútbol mexicano.
Fecha: 30 de mayo de 2021
| Corona Escobar Aguilar Domínguez Rivero Baca Alvarado Fernández Romo Pineda Rodríguez (Giménez) (Yotún) (Aldrete) (Montoya) (Martínez) |

|  |

El título obtenido por Cruz Azul en el torneo Clausura 2021 le otorgó el derecho de disputar el Campeón de Campeones 2020-21, enfrentando al Club León, campeón del torneo Guard1anes 2020. El encuentro se llevó a cabo en territorio estadounidense, específicamente en el Dignity Health Sports Park, días antes del inicio del torneo Apertura 2021, correspondiente a la temporada 2021-22. El partido fue parejo durante la primera mitad, sin embargo, en la segunda parte Cruz Azul se impuso con un doblete de Jonathan Rodríguez, quien marcó a los minutos sesenta y sesenta y siete. A pesar de la expulsión de Yoshimar Yotún y el descuento por parte de Santiago Ormeño para León, el conjunto celeste se impuso 2-1 y obtuvo su tercer título de Campeón de Campeones, el primero desde 1974. Este fue, además, el segundo título internacional que Cruz Azul logró en dicho estadio. 
Para el segundo semestre de 2021, el club tuvo participación en dos competencias: la Liga de Campeones de la Concacaf 2021, en la que disputó las semifinales ante el CF Monterrey, y el Torneo Grita México Apertura 2021, donde buscó defender su título de liga. La institución mantuvo la base del plantel campeón y realizó pocos movimientos en el mercado de fichajes. No obstante, el equipo enfrentó múltiples dificultades durante la campaña, principalmente derivadas de lesiones, suspensiones y convocatorias a selecciones nacionales e internacionales en las diversas fechas FIFA, lo que complicó la conformación del once titular a lo largo del torneo. 
En la Liga de Campeones de la Concacaf, el primer partido de semifinales se disputó en el Estadio BBVA, donde Monterrey se impuso 1-0. En el encuentro de vuelta, celebrado un mes después en el Estadio Azteca, Cruz Azul intentó revertir el marcador global desde los primeros minutos, pero la estrategia dejó espacios que fueron aprovechados por el equipo regiomontano, que se impuso 4-1. El resultado global fue de 5-1 a favor de Monterrey, lo que eliminó a Cruz Azul del certamen continental.
En el torneo local, el desempeño del equipo fue irregular. Cruz Azul finalizó en la octava posición de la tabla general con 22 puntos, producto de cinco victorias, ocho empates y cuatro derrotas, clasificando a la fase de reclasificación. En dicha instancia enfrentó nuevamente al CF Monterrey, noveno general. El partido se disputó a partido único en el Estadio Azteca, aunque sin público, debido a una sanción impuesta por la Comisión Disciplinaria de la FMF, derivada de la aparición del grito discriminatorio durante el encuentro anterior como local ante León. Monterrey se adelantó en el marcador desde los primeros minutos y al minuto 26 ya vencía 0-2. Cruz Azul recortó distancias mediante un gol de penalti ejecutado por Yoshimar Yotún al minuto 31. No obstante, en la segunda mitad, Monterrey amplió su ventaja y se impuso 1-4, mismo marcador que en el partido de vuelta de la Concacaf, dejando a Cruz Azul eliminado de la liguilla por segundo torneo consecutivo ante el mismo rival.

### Reestructuración tras el título (2022-2023)
Tras un cierre negativo en 2021, el plantel de Cruz Azul sufrió una reestructuración significativa con la salida de hasta doce futbolistas, entre ellos Jonathan Rodríguez, Luis Romo, Orbelín Pineda, Roberto Alvarado, Guillermo Fernández y Yoshimar Yotún, piezas clave en la obtención del título de liga. En su lugar, llegaron ocho refuerzos: Christian Tabó, Alejandro Mayorga, Uriel Antuna (en un intercambio con Guadalajara por Alvarado), Carlos Rodríguez (intercambiado con Monterrey por Romo), Erik Lira, Luis Abram, Iván Morales y Ángel Romero (como agente libre). 
Durante el primer semestre de 2022, el principal objetivo del club fue la Liga de Campeones de la Concacaf, torneo en el que participaba por tercer año consecutivo. En la Liga MX, Cruz Azul tuvo un buen inicio en el Torneo Clausura 2022, con tres victorias y un empate en las primeras cuatro jornadas. Sin embargo, la situación se complicó con la sorpresiva salida de Álvaro Dávila como presidente ejecutivo el 10 de febrero, siendo reemplazado por Jaime Ordiales como director deportivo. Este cambio institucional coincidió con una serie de resultados adversos en el Estadio Azteca, donde el equipo perdió tres partidos consecutivos como local. 
En la Concachampions, Cruz Azul eliminó al Forge FC de Canadá en octavos de final (global de 4-1) y posteriormente al CF Montréal en cuartos de final (global de 2-1). En semifinales se enfrentó a Pumas UNAM, cayendo 2-1 en la ida y empatando sin goles en la vuelta. El partido de vuelta estuvo marcado por la detención del auxiliar técnico Joaquín Velázquez horas antes del encuentro, aunque posteriormente fue absuelto. 
El rendimiento del equipo en el torneo local fue irregular. La escasa contundencia ofensiva, la lesión de Carlos Rodríguez y la lenta recuperación del arquero Jesús Corona afectaron al equipo. Cruz Azul cerró la fase regular con un empate sin goles ante América, clasificando a la reclasificación como octavo general. En ese partido, enfrentó y venció al Club Necaxa en penales tras un empate 1-1 en el tiempo regular. En cuartos de final, Cruz Azul fue eliminado por Tigres UANL, perdiendo 0-1 en la ida y empatando 1-1 en el global, resultado que favoreció a los regiomontanos por mejor posición en la tabla. 
El 18 de mayo de 2022, Juan Reynoso fue destituido como director técnico. Su reemplazo fue el uruguayo Diego Aguirre. El Torneo Clausura 2022 concluyó el 29 de mayo con el bicampeonato del Atlas, lo que lo convirtió automáticamente en campeón de campeones. No obstante, la Liga MX resolvió disputar un partido entre Atlas y Cruz Azul, último campeón de campeones, creándose así la Supercopa de la Liga MX, a disputarse entre los últimos dos campeones de campeones en caso de bicampeonato. La primera edición se jugó el 26 de junio de 2022 en el Dignity Health Sports Park. Atlas y Cruz Azul empataron 2-2 en tiempo regular, con goles de Emanuel Aguilera y Julián Quiñones para los rojinegros, y Santiago Giménez y Ángel Romero para los cementeros. En la tanda de penales, Cruz Azul se impuso 4-3, consiguiendo el vigésimo cuarto título oficial de su historia.
El equipo comenzó el Torneo Apertura 2022 bajo el mando de Diego Aguirre con una victoria ante Tigres, pero posteriormente sufrió dos derrotas consecutivas ante Pachuca y Atlas. Luego de dos empates, el equipo perdió a su goleador Santiago Giménez, transferido al Feyenoord de Países Bajos. La combinación de problemas defensivos y falta de gol derivó en cuatro derrotas consecutivas, incluida una derrota histórica por 7-0 ante América, la más abultada en la historia del club. Aguirre fue destituido y reemplazado de forma interina por Raúl Gutiérrez, campeón del mundo sub-17 con México. Gutiérrez logró una recuperación significativa, con cinco victorias, un empate y una derrota, lo que permitió al equipo ascender del puesto 17 al 7 de la tabla general. Cruz Azul clasificó a la reclasificación, donde venció 1-0 al Club León con gol de Ignacio Rivero. En cuartos de final, fue eliminado por Monterrey tras empatar sin goles en la ida y perder 3-0 en la vuelta. A pesar de la eliminación, Gutiérrez fue ratificado como entrenador para la siguiente campaña.
Tras una pretemporada satisfactoria, Cruz Azul inició su participación en el Torneo Clausura 2023 con altas expectativas bajo el mando de Raúl Gutiérrez, ahora como técnico oficial. Sin embargo, los resultados no acompañaron al equipo. En las primeras tres jornadas, la Máquina apenas sumó un punto y mostró un funcionamiento irregular tanto en ataque como en defensa, lo que generó fuertes críticas de la afición y la prensa. La presión aumentó luego de las contundentes derrotas ante Tigres en casa (0-1) y Toluca como visitante (3-1), lo que derivó en la destitución de Gutiérrez el 13 de febrero de 2023, tras apenas seis jornadas disputadas. En su lugar, se designó a Joaquín Moreno como técnico interino mientras se analizaban opciones para el cargo definitivo. Poco después, Cruz Azul concretó la llegada de Ricardo Ferretti como nuevo director técnico. El veterano estratega brasileño-mexicano asumió el reto con la misión de estabilizar al equipo, recuperar terreno en la tabla y buscar la clasificación al repechaje. Bajo su mando, la Máquina mostró una leve mejoría, sumando victorias clave y alcanzando puestos de clasificación. El equipo logró avanzar a la reclasificación del Clausura 2023, donde se enfrentó al Atlas en partido único disputado en el Estadio Azteca. Sin embargo, Cruz Azul fue eliminado tras caer 1-0, cerrando otro torneo sin lograr superar la primera fase de la liguilla. La falta de contundencia ofensiva, sumada a errores defensivos puntuales, volvieron a ser determinantes en la eliminación. 
Durante la Leagues Cup 2023, Cruz Azul tuvo un breve paso por la competición al quedar eliminado en fase de grupos. En su debut, se enfrentó al Inter de Miami en un duelo que marcó el debut de Lionel Messi con el conjunto estadounidense. El argentino sentenció el partido con un gol de tiro libre en los minutos finales, dando la victoria 2-1 a los locales y dejando a la Máquina sin margen de error. Posteriormente, Cruz Azul derrotó al Atlanta United y cayó ante el Charlotte FC en tanda de penales –5-4 a favor y 4-3 en contra respectivamente–, quedándose así fuera del certamen. Pese a la eliminación en liga y Leagues Cup, la directiva decidió mantener a Ferretti al frente del equipo para el Apertura 2023, con la intención de dar continuidad al proyecto. Sin embargo, los malos resultados continuaron y la Máquina no logró conseguir su objetivo. Tras acumular únicamente 2 puntos en 5 jornadas, Ferretti fue cesado en agosto de 2023. Una vez más, Joaquín Moreno asumió el cargo como interino, y eventualmente fue confirmado como técnico para lo que restaba del torneo. El equipo mostró cierta mejoría, pero la inconsistencia en el rendimiento volvió a condenar al equipo a quedar fuera de la liguilla, cerrando un año más sin títulos y con múltiples cambios en la dirección técnica.

### Contratación de Martin Anselmi, posterior salida controversial y llegada de Vicente Sánchez (2024-presente)
De cara al Torneo Clausura 2024, la directiva apostó por una reestructuración profunda, incorporando al argentino Martín Anselmi como nuevo entrenador. Con un perfil más joven y moderno, Anselmi fue elegido para encabezar un nuevo proyecto deportivo con miras a devolver al club su protagonismo en la Liga MX. El equipo logró su objetivo claro debido a su reciente historial pasado al clasificar de forma directa a la fase final, quedando en segunda posición con treinta y cinco puntos. En liguilla tras vencer en cuartos de final a Pumas y en semifinales a Monterrey –con globales de 4-1 y 2-2 respectivamente–, la máquina clasificaría a una final del torneo después de 3 años. Sin embargo, el equipo no pudo hacerse con el titulo al ser derrotado por el América con un global de 2-1. A pesar de que el equipo quedase subcampeón, la directiva consideró los cambios positivos en los resultados finales del certamen por lo que decidió renovar a Anselmi hasta 2027.  
En la Leagues Cup 2024, Cruz Azul fue parte del Grupo Este 4, junto a Charlotte FC y Philadelphia Union.  En su debut, empató 0-0 con Charlotte FC, pero cayó 4-2 en la tanda de penales. Posteriormente, igualó 1-1 con Philadelphia Union y ganó 5-3 en penales, clasificando así a la fase de eliminación directa. En los dieciseisavos de final Cruz Azul enfrentó a Orlando City, encuentro el cual acabó en empate sin goles en el tiempo reglamentario; el equipo logró hacerse con la victoria al imponerse 5-3 en la tanda de penales. En octavos de final, la máquina se midió ante Mazatlán FC donde igualaron 2-2 en los 90 minutos y el club sería eliminado al perder 3-1 en la serie de penales.  

## Datos del club

### Era Profesional
- Temporadas en Primera División: 91 (1964-presente)
- Temporadas en Segunda División o Primera División “A”: 3 (1961-1964)
- Liguillas por el título: 60
- Finales por el título: 18

(1971-72, 1972-73, 1973-74, 1978-79, 1979-80, 1980-81, 1986-87, 1988-89, 1994-95, Invierno 1997, Invierno 1999, Clausura 2008, Apertura 2008, Apertura 2009, Clausura 2013, Apertura 2018, Guard1anes 2021, Clausura 2024).
- Super lideratos: 15
- Descensos a segunda división o Primera División "A": 0.
- Ascensos a primera división: 1 (1963-64).
- Posición final más repetida: 1° (14 veces).
- Mejor puesto en Primera División:
  - En torneos largos: 1° (1968-69, México 1970, 1971-72, 1972-73, 1973-74, 1978-79, 1995-96).
  - En torneos cortos: 1º (Invierno 1998, Invierno 2000, Apertura 2006, Apertura 2010, Clausura 2014, Apertura 2018, Guard1anes 2021, Apertura 2024).
- Peor puesto en Primera División:
  - En torneos largos: 18° de 20 equipos: 1989-90.
  - En torneos cortos: 18° de 18: Clausura 2009.
- Mayor goleada conseguida:
  - En torneos nacionales: 8-2 frente a Toros Neza (1993-94).
  - En torneos internacionales: 12-2 frente al Leslie Verdes en la Copa de Campeones de la Concacaf 1988 y 11-0 contra el Seattle Sounders en la Copa de Campeones de la Concacaf 1996.
- Mayor goleada recibida:
  - En torneos nacionales: 7-0 frente al América (Apertura 2022).
  - En torneos internacionales: 1-6 frente al Fénix en la Copa Libertadores 2003.
  - En torneos internacionales: 0-7 frente al Seattle Sounders en la Leagues Cup 2025.
- Más puntos en una temporada:
  - En torneos largos: 56 (1995-96)
  - En torneos cortos: 42 (Apertura 2024)
- Mayor racha de partidos sin perder:
  - 19 (Jornada 18 a Partido de vuelta de semifinal 1973-74).
- Mayor racha de partidos sin perder como local: 47 (1978-1980) (récord del fútbol mexicano).
- Mayor número de goles marcados en una temporada:
  - En torneos largos: 91 (1994/95).[124]
  - En torneos cortos: 41 (Invierno 1998).
- Más triunfos en una temporada: 22 (1971-72)
- Más triunfos como visitante en una temporada: 11 (1979-80) (récord del fútbol mexicano).
- Más juegos sin recibir gol: 5 (1975/76, 1983-84)
- Más victorias consecutivas: 12 (Guard1anes 2021) (récord del fútbol mexicano, compartido).
- Más empates consecutivos: 5, (1973-74)
- Más derrotas consecutivas: 6 (Clausura 2004)
- Más empates en una temporada: 17 (1989-90)
- Más derrotas en una temporada: 13 (1982-83, 1989-90)
- Más juegos seguidos sin ganar: 11 (1965-66)
- Menos victorias en una temporada: 2 (Clausura 2009)
- Menos empates en una temporada: 0 (Apertura 2009)
- Menos derrotas en una temporada: 1 (Invierno 1998, Apertura 2024)
- Jugador con más goles en una temporada: Carlos Hermosillo con 35 en 1994-95
- Máximo ganador de títulos
  - Jugador:  Fernando Bustos, 11 títulos: (Liga 1968-69, México 1970, 1971-72, 1972-73, 1973-74, Copa México 1968-69, Campeón de Campeones (1968-69 (campeonísimo) y 1973-74), Concacaf Liga Campeones 1969, 1970 y 1971)
  - Director técnico:  Raúl Cárdenas, 11 títulos (Liga 1968-69, México 1970, 1971-72, 1972-73, 1973-74, Copa México 1968-69, Campeón de Campeones (1968-69 (campeonísimo) y 1973-74), Concacaf Liga Campeones 1969, 1970 y 1971)

### Participaciones internacionales
- En negrita se muestran las ediciones en las que el equipo fue campeón.

| Competición                           | Edición |
| ------------------------------------- | --- |
| Liga de Campeones de la Concacaf (19) | 1969, 1970, 1971, 1980, 1981, 1982, 1988, 1996, 1997, 1998, 2008-09, 2009-10, 2010-11, 2013-14, 2014-15, 2020, 2021, 2022, 2025 |
| Copa Libertadores (3)                 | 2001, 2003, 2012 |
| Copa Mundial de Clubes de la FIFA (1) | 2014 |
| Copa Interamericana (1)               | 1972 |
| Recopa de la Concacaf (1)             | 1997 |

## Estadios

### 10 de Diciembre (1964-1971)
Ubicado en Ciudad Cooperativa Cruz Azul, Estado de Hidalgo, es un estadio multiusos construido en 1964, que actualmente alberga a los equipos filiales de Cruz Azul. El estadio tiene una capacidad de 17 000 aficionados. Este inmueble fue el primer recinto que el equipo usó en Primera División, de 1964 a 1971. En él consiguió sus dos primeros títulos de liga (1968-69 y México 1970) y uno de Copa México en 1996-97. A pesar de abandonar el estadio, el equipo lo mantuvo como sede alterna, disputando en el múltiples encuentros oficiales, especialmente de la Copa México, la Copa de Campeones de la Concacaf y algunos de liga en situaciones extraordinarias, como vetos, cambios de horario o empalme con otros eventos, incluso jugó aquí varios partidos como local en los torneos Prode 1985 y México 1986, alternando con el Estadio Corregidora.

### Azteca (1971-1996 y 2018-2023)
Es en este escenario donde el club vivió los momentos más trascendentes de su historia. Su mudanza se produjo en el inicio de la temporada 1971-72, luego de las gestiones del presidente de la institución Guillermo Álvarez Macías para que los equipos capitalinos (América, Necaxa, Atlante y Universidad Nacional) aceptaran el traslado.
La mudanza era parte de la planeación institucional para el crecimiento y desarrollo del club. De hecho los momentos de éxito en el inmueble comenzaron antes de la mencionada mudanza, como cancha neutral. El 2 de marzo de 1969 ganó ahí la Copa México 1968-69 al vencer en la final 2-1 a Monterrey. De la misma forma (sede neutral) el 30 de septiembre de ese mismo año, obtuvo su primer título internacional, al vencer 1-0 al Comunicaciones en la final de la Copa de Campeones de la Concacaf 1969. En esta ocasión el Azteca albergó el encuentro a solicitud del club, al carecer el estadio 10 de diciembre de las condiciones para escenificar una final internacional.
Su partido de debut como local formalmente ocurrió el 6 de noviembre de 1971 dentro de la jornada dos de la campaña 1971-72. Perdió 3-1 ante Monterrey; Octavio Muciño realizó la primera anotación del equipo en su nueva casa.
Considerando solo las finales disputadas en este escenario, Cruz Azul ganó 5 Campeonatos de liga, 1 de Copa México, 1 de Campeón de Campeones y 2 de Copa de Campeones de la Concacaf. Además perdió dos finales de liga, en 1994-95 contra Necaxa y Apertura 2018 contra América, otra más como visitante administrativo en la liga 1988-89 ante América y frente al mismo rival en la Copa México 1973-74; también cayó en el duelo por el Campeón de Campeones 1972-73 con León. 
Luego de no renovar su contrato, se mudó a partir del Invierno 1996 al renombrado Estadio Azul, ocupando el lugar de Atlante, que a la vez había retornado al Azteca. El último partido de su primera etapa fue 17 de abril de 1996 en el duelo de ida de los cuartos de final de la temporada 1995-96, cayendo 0-3 ante América. Sin embargo nuevamente ejercería como local en tres encuentros de la Copa Libertadores 2001 (cuartos de final, semifinal y final) y uno de la Copa Libertadores 2003 (cuartos de final). En el primer torneo disputó la final de ida ante Boca Juniors y perdió el duelo 1-0.
Debido a la finalización y no refrendo de contrato con los propietarios del Estadio Azul, el equipo regresó al recinto para jugar a partir del Apertura 2018, siendo su primer partido el 21 de julio de 2018 ganado 3-0 a Puebla. Al igual que en la primera campaña de su primera etapa, disputaría la final de liga en su retorno, no obstante a diferencia de aquella ocasión, esta vez perdió contra el América con global 2-0 y siendo local en el juego de vuelta.
Sería justamente en el Estadio Azteca donde el equipo rompería su racha de 23 años sin título de liga, cuando el 30 de mayo de 2021 disputó el juego de vuelta de la final del Clausura 2021. Santos, el equipo rival, (con la necesidad de igualar el global) al minuto 37, los visitantes abrieron el marcador por conducto de Diego Valdés, igualando el global a 1. Posteriormente, al 51' un contragolpe cementero culminó con Yoshimar Yotún asistiendo a Jonathan Rodríguez, para que este hiciera el empate 1-1 y le devolviera la ventaja en el global a la Máquina (2-1); Así se obtendría el noveno título liguero para el conjunto cementero.

### Ciudad de los Deportes (1996-2018 y 2024)
El estadio esta ubicado en la Colonia Nápoles de la Alcaldía Benito Juárez en la Ciudad de México, tiene una capacidad para 36 681 personas. Fue diseñado por el arquitecto Modesto C. Rollan, e inicio su construcción en 1944 como parte del proyecto urbanístico denominado Ciudad de los Deportes ideado por Neguib Simón. Fue inaugurado el 6 de octubre de 1946 con el nombre de Estadio Olímpico de la Ciudad de los Deportes. En 1983 adoptó el nombre de Estadio Azulgrana, al convertirse en la sede del Atlante, ya que este equipo lleva esos colores. En 1996 pasó a llamarse Estadio Azul, desde que el club Cruz Azul lo convirtió en su sede. Entre 2000 y 2001 el estadio fue utilizado conjuntamente por Cruz Azul y Atlante, hasta que en 2002 este último se trasladó al Estadio Neza 86. 
Su primer partido ocurrió el 10 de agosto de 1996 dentro de la jornada uno del Invierno 1996, venciendo 3-0 a Toros Neza; Carlos de Oliveira anotaría el primer tanto como local en este escenario. Aunque el equipo se mantuvo como protagonista de las distintas competencias en las que participó, y considerando solo los partidos finales disputados en el Azul, el club nunca conquistó un título aquí. Por el contrario, cayó como local en la disputa por el campeonato en los juegos de vuelta de las finales de liga en Invierno 1999 y Apertura 2009 ante Pachuca y Monterrey respectivamente.
En el lapso que ocupó el estadio, se coronó en otros escenarios: Estadio 10 de diciembre (Copa México 1996-97), Mateo Flores (Copa de Campeones de la Concacaf 1996), Robert F. Kennedy (Copa de Campeones de la Concacaf 1997), Nou Camp (Liga del Invierno 1997), Andrés Quintana Roo (Copa México Clausura 2013) y Nemesio Díez (Liga de Campeones de la Concacaf 2013-14).
En agosto de 2015 se anuncia un cambio de sede debido a la finalización del contrato de renta entre los propietarios del inmueble y la directiva del club. Anunciándose además la demolición del mismo para la construcción de un centro comercial. Se anunció que el club volvería al Estadio Azteca, la cual fue su casa de 1971 a 1996, mientras se decide un proyecto para edificar un nuevo complejo.
Disputó su último partido de esta etapa el 21 de abril de 2018 recibiendo a Monarcas Morelia, ganando los locales por 2-0, en duelo correspondiente a la jornada 16 del Clausura 2018.
Debido a la remodelación del Estadio Azteca para la Copa del Mundo de 2026, el club regresaría provisionalmente al estadio para disputar sus juegos de local del Clausura 2024. El 13 de enero de 2024 disputó su primer duelo en la jornada uno del mencionado torneo, durante la derrota 0-1 ante Pachuca. 
En noviembre de 2024 la continuidad del Cruz Azul en el estadio de la Colonia Nápoles comenzó a ser cuestionada, esto como consecuencia de que el recinto fue clausurado por las autoridades de Protección Civil de la Alcaldía al presentarse violaciones a los protocolos de seguridad ante la celebración de dos eventos masivos en el estadio y la contigua Plaza de Toros México de manera simultánea, hechos ocurridos mientras se llevaba a cabo un partido del equipo celeste. Al finalizar la participación del Cruz Azul en el Torneo Apertura 2024 la directiva anunció que abandonaría la Ciudad de los Deportes debido al riesgo de una repetición de la problemática que llevó a su clausura. En enero de 2025 se anunció de manera oficial el final de la segunda etapa del Cruz Azul en ese estadio capitalino.

### Olímpico Universitario (2025-Actualidad)
El Estadio Olímpico Universitario (inicialmente llamado Estadio de Ciudad Universitaria, y ocasionalmente referido como Estadio México 68) es un recinto deportivo multiusos perteneciente a la Universidad Nacional Autónoma de México (UNAM), ubicado en la Ciudad de México, obra de los arquitectos Augusto Pérez Palacios, Jorge Bravo y Raúl Salinas Moro. Fue inaugurado el 20 de noviembre de 1952 con la apertura de los II Juegos Deportivos Nacionales. Es el segundo estadio más grande del país, después del Estadio Azteca, localizado en la misma urbe; tiene una capacidad para 72 000 espectadores. Fue la sede principal de los Juegos Olímpicos de 1968, albergando las ceremonias de apertura y clausura, así como las competencias de atletismo.
El 8 de enero de 2025, el equipo anunció al Estadio Olímpico Universitario como su nueva casa a partir del Torneo Clausura 2025.

## Afición

### Las celestes
El club cuenta con su club de animadoras oficiales, las cuales fueron incluidas como parte de la institución desde el 2004, desde ese momento, fungen como porristas en las actuaciones del club en sus partidos de local, antes y en el medio tiempo. "Las Celestes" forman parte del club. Y son el único equipo mexicano que tiene como parte de su grupo a sus animadoras oficiales.

### Sobrenombres

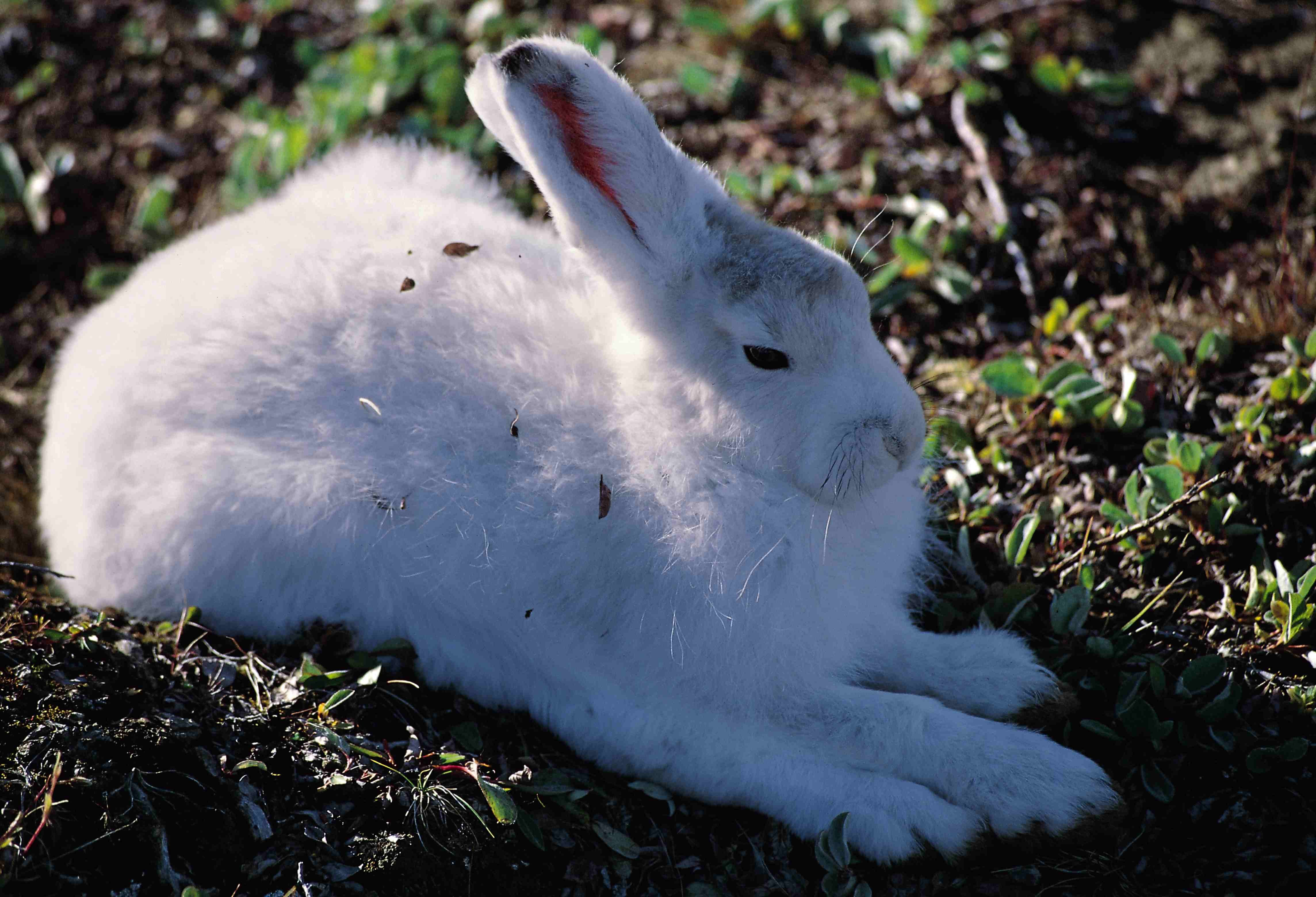
La Liebre es el animal que se emplea para representar al equipo.

Con base al equipo multi campeón de la década de los 70, se le bautizó como la Máquina, comparándolo con una locomotora.

Cruz Azul posee una rica variedad de sobrenombres que a lo largo de su historia, se enumeran cronológicamente:
- Cementeros: por consecuencia de la filiación a la Cementera Cruz Azul, el primer apodo se refiere directamente a los trabajadores de la empresa, ya que el equipo en sus orígenes se conformó con ellos. Con el paso de los años, el concepto se extendió no solo a los que laboraban en la cooperativa, sino a los trabajadores de la construcción en general.
- Liebres: cuando el equipo ascendió a la primera división a mediados de los años 60, el plantel mostraba un estilo de gran velocidad y despliegue físico, aunado a que se utilizaba mayormente el uniforme de color blanco. Por dichas características, los aficionados compararon a los jugadores de esos años con las liebres que abundaban en la localidad, el apodo se arraigó, y hasta la fecha se sigue utilizando una liebre antropomorfa (por razones prácticas de identificación e iconicidad) para representar a Cruz Azul.[137] Muchos aficionados creen que la mascota es un conejo, pero la directiva ha decretado oficialmente que se trata de una liebre.[138]
- La Máquina: este sobrenombre se alimenta de varias fuentes de inspiración; primero, se basó en un ferrocarril que salía de la antigua Jasso hacia la Ciudad de México. Como el equipo se mudó a principios de los años 70 al estadio Azteca y mostró un fútbol espectacular, dominante y efectivo, se conjugó con la imagen de una locomotora que arrasaba a sus rivales en la cancha. Quien bautizó a Cruz Azul con el sobrenombre de La Máquina fue el cronista Ángel Fernández Rugama; otra posible fuente de inspiración pudo ser la comparación de este equipo con el River Plate argentino de finales de los 40. Del apodo de La Máquina, provienen los derivativos Máquina Celeste, Máquina Azul o Máquina Cementera.

### Mascota
A finales de los años sesenta y durante toda la década de los setenta, un equipo marcó época. El Cruz Azul, conjunto surgido en 1927 en el estado de Hidalgo, instalado desde 1971 en la ciudad de México, comenzó a crear su propia historia al ganar siete títulos en 12 años.
Como el equipo desde sus inicios ha pertenecido a la cementera del mismo nombre, cuando en los anuncios publicitarios de esa compañía aparecía una liebre corriendo mientras el eslogan hablando del secado del cemento comentaba: “rápido como un blanco”, sus seguidores adoptaron de inmediato al conejo como la mascota oficial, sin serlo, del equipo surgido en Jasso, Hidalgo.
En los partidos comenzó a aparecer un aficionado vestido con el disfraz de un conejo blanco, luego azul y como reguero de pólvora se le asoció como mascota del conjunto, a tal grado, que en los diarios, los caricaturistas, lo representaron así por mucho tiempo.
También en el estadio Azteca, en las tribunas se oía un claxon con el sonido característico del ferrocarril y el comentarista Ángel Fernández, ágil de mente, luego de escuchar el sonido canoro, dio en llamarle la Máquina Celeste a aquel conjunto que jugaba aceitadito, como una locomotora. Esa máquina, deleitó a toda una generación de aficionados que veían jugar con gusto a la escuadra de Marín, Kalimán, Quintano, Bustos, Victorino, Pulido, Vera, Muciño y compañía.
El mismo cronista, Ángel Fernández, que convertía cualquier partido aburrido en el encuentro más colorido de la historia, escribió el himno que es tan característico del conjunto: “Cruz Azul, la Máquina azul…”.
En 2013 se definió el nombre de la mascota. La gente la conoce como "Liebre Blu".

## Uniforme
- Local: Camiseta azul celeste con detalles blancos, pantalón blanco y medias celestes con detalles blancos.
- Visitante: Camiseta blanca con detalles celestes, pantalón celeste y medias blancas con detalles celestes.
- Alternativo: Camiesta roja, pantalones azul oscuro y medias azul oscuro con detalles azules

| Primer Uniforme | Segundo Uniforme | Tercer Uniforme |

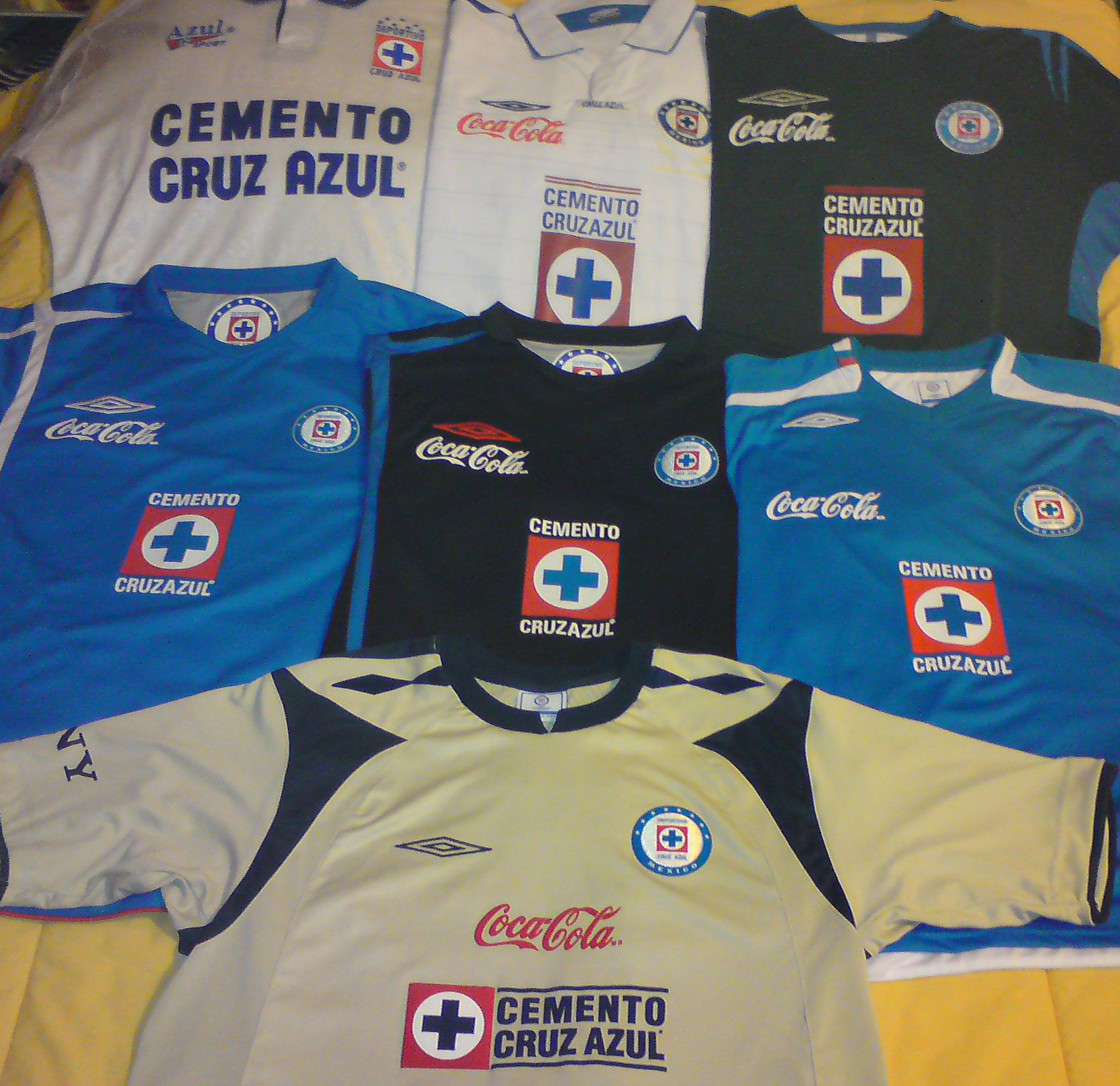
Camisetas de los años 90 y 2000

El primer diseño de indumentaria fue una camisa blanca en su totalidad. No fue hasta el ascenso en 1964 que se comenzó a utilizar la camisa azul para el uniforme titular y se mantuvo la blanca para el uniforme visitante. Durante los años siguientes se empezó a utilizar lo que formaría el uniforme característico del equipo, con un uniforme titular con una camisa azul, short blanco y calceta azul; por otro lado, un uniforme alternativo con una camisa blanca, short azul, y calceta blanca, aunque varió en algunas ocasiones.
Durante los primeros 25 años en el máximo circuito el diseño se mantuvo relativamente constante, con algunas variaciones en el color, el cuello y las mangas. Fue hasta la llegada de la publicidad en 1992 que los shorts comenzaron a cambiar en su diseño, pero en el color de la camiseta se mantuvo un tono azul relativamente idéntico. Con la llegada del nuevo milenio, el uniforme estuvo cambiando notoriamente casi cada fin de temporada.
| Primer uniforme | (Ver evolución) | Uniforme actual |

### Uniformes anteriores
- 2023-24

| Primer Uniforme | Segundo Uniforme | Tercer Uniforme |

- 2022-23

| Primer Uniforme | Segundo Uniforme | Tercer Uniforme |

- 2021-22

| Primer Uniforme | Segundo Uniforme | Tercer Uniforme |

- 2020-21

| Primer Uniforme | Segundo Uniforme | Tercer Uniforme |

- 2019-20

| Primer Uniforme | Segundo Uniforme | Tercer Uniforme |

- 2019

| Primer Uniforme | Segundo Uniforme |

- 2018-19

| Primer Uniforme | Segundo Uniforme | Tercer Uniforme |

- 2017-18

| Primer Uniforme | Segundo Uniforme | Tercer Uniforme |

- 2016-17

| Primer Uniforme | Segundo Uniforme | Tercer Uniforme |

- 2015-16

| Primer Uniforme | Segundo Uniforme | Tercer Uniforme |

- 2014-15

| Primer Uniforme | Segundo Uniforme | Tercer Uniforme |

- Mundial de Clubes 2014

| Primer Uniforme | Segundo Uniforme |

- 2013-14

| Primer Uniforme | Segundo Uniforme | Tercer Uniforme | Cuarto Uniforme |

- 2012-13

| Primer Uniforme | Segundo Uniforme | Tercer Uniforme |

- 2011-12

| Primer Uniforme | Segundo Uniforme | Copa Libertadores 2012 |

- 2010-11

| Primer Uniforme | Segundo Uniforme | Tercer Uniforme |

### Proveedores y patrocinadores
A continuación se detalla una tabla con todos los fabricantes y patrocinadores que ha tenido el club desde 1992, en orden cronológico.
| Período         | Proveedor    | Patrocinador(es) principal(es) | Patrocinador secundario | Patrocinador terciario | Patrocinador cuaternario |
| --------------- | ------------ | ------------------------------ | ----------------------- | ---------------------- | ------------------------ |
| 1927 - 1992     | Ninguno      | Ninguno                        | Ninguno                 | Ninguno                | Ninguno                  |
| 1992 - 1996     | Azul Sport   | Cemento Cruz Azul              | Ninguno                 | Ninguno                | Ninguno                  |
| 1997 - 1998     | Fila         | Cemento Cruz Azul              | Lada                    | Ninguno                | Ninguno                  |
| 1998 - 2001     | Fila         | Cemento Cruz Azul              | Pepsi                   | Telmex                 | Ninguno                  |
| 2002 - 2004     | Umbro        | Cemento Cruz Azul              | Pepsi                   | Telmex                 | Ninguno                  |
| 2004 - 2008     | Umbro        | Cemento Cruz Azul              | Coca-Cola               | Telcel                 | Ninguno                  |
| 2008 - 2009     | Umbro        | Cemento Cruz Azul              | Coca-Cola               | Telcel                 | Sony                     |
| 2009 - 2010     | Umbro        | Cemento Cruz Azul              | Powerade                | Telcel                 | Sony                     |
| 2010 - 2011     | Umbro        | Cemento Cruz Azul              | Coca-Cola               | Telcel                 | Ninguno                  |
| 2011 - 2014     | Umbro        | Cemento Cruz Azul              | Coca-Cola               | Telcel                 | Tecate                   |
| 2014 - 2015     | Under Armour | Cemento Cruz Azul              | Scotiabank              | Telcel                 | Tecate                   |
| 2015 - 2017     | Under Armour | Cemento Cruz Azul              | Boing                   | Telcel                 | Tecate                   |
| 2017 - 2018     | Under Armour | Cemento Cruz Azul              | Scotiabank              | Telcel                 | Tecate                   |
| 2018            | Under Armour | Cemento Cruz Azul              | Caliente                | Finagam                | Ninguno                  |
| 2019 - 2020     | Joma         | Cemento Cruz Azul              | Caliente                | Finagam                | Ninguno                  |
| 2020 - 2023     | Joma         | Cemento Cruz Azul              | Caliente                | Ninguno                | Ninguno                  |
| 2023 - presente | Pirma        | Cemento Cruz Azul              | Caliente                | Ninguno                | Ninguno                  |

## Jugadores
El mexicano Carlos Hermosillo es el máximo goleador del club con un total de 198 goles, 65 más que Horacio López Salgado, quien lideraba el registro hasta el torneo Verano 1998. Cabe destacar al uruguayo Jonathan Rodríguez al ser el último campeón de goleo del equipo con un total de 12 goles, producidos en el Torneo Apertura 2020.
El ya mencionado Carlos Hermosillo se unió en la temporada 1994-95 a la leyenda Miguel Marín (Balón de Oro 1979-80) y Patricio Hernández (Balón de Oro 1988-89) como los tres jugadores del club vencedores del Balón de Oro del fútbol mexicano.     
| Máximos goleadores | Máximos goleadores    | Máximos goleadores | Más partidos disputados | Más partidos disputados | Más partidos disputados |
| ------------------ | --------------------- | ------------------ | ----------------------- | ----------------------- | ----------------------- |
| 1.                 | Carlos Hermosillo     | 198 goles          | 1.                      | Julio Domínguez         | 553 partidos            |
| 2.                 | Horacio López Salgado | 133 goles          | 2.                      | Ignacio Flores          | 522 partidos            |
| 3.                 | Francisco Palencia    | 110 goles          | 3.                      | Héctor Pulido           | 496 partidos            |
| 4.                 | Fernando Bustos       | 92 goles           | 4.                      | Javier Guzmán           | 482 partidos            |
| 5.                 | Eladio Vera           | 80 goles           | 5.                      | Óscar Pérez             | 470 partidos            |
| Ver lista completa | Ver lista completa    | Ver lista completa | Ver lista completa      | Ver lista completa      | Ver lista completa      |

### Plantilla actual
- De acuerdo con los reglamentos vigentes, de competencia de la Liga MX (2025-26) y de participación por formación de la FMF (2021), los equipos de la primera división están limitados a tener registrados en sus planteles un máximo de nueve jugadores no formados en México (NFM), de los cuales solo ocho pueden ser convocados por partido y únicamente siete podrán tener participación. Esta categoría de registro, no solo incluye a los extranjeros, sino también a los mexicanos por naturalización. Los jugadores que obtengan su carta de naturalización durante el torneo, permanecerán con el registro de su nacionalidad de origen hasta el certamen siguiente; no obstante, si un jugador naturalizado participa de un partido de competencia oficial con la selección mexicana, podrá ser registrado como «formado en México» para la campaña siguiente.[140][141]
- En virtud de lo anterior, la nacionalidad expuesta aquí, corresponde a la del registro formal ante la liga, indistintamente de otros criterios como doble nacionalidad, la mencionada naturalización o la representación de un seleccionado nacional distinto al del origen registrado.
- En cumplimiento de lo dispuesto por el artículo 28 del reglamento de competencia, los clubes deberán acumular un mínimo de 1170 minutos jugados por elementos formados en México (FM), nacidos a partir del 1 de enero de 2003; para ello, y de conformidad con los artículos 8, 9 y 10, podrán utilizar jugadores de sus equipos de categorías menores que participan en las Ligas de Fuerzas Básicas; o en caso de tenerlas, de sus filiales de Liga de Expansión, Liga Premier y Liga TDP. Todo lo anterior con el formato de «carnet único», es decir, la autorización formal de la FMF para jugar en todos los equipos ligados a la misma institución. Por lo cual, para los efectos de esta tabla, solo aparecerán los jugadores registrados en la fuente principal (sitio oficial de la Liga MX) para el primer equipo, y no aquellos que en el lapso del certamen disputen partidos para cumplir la regla de menores, sin estar inscritos en el plantel principal.[142]

### Fichajes: Apertura 2025
| Altas          | Altas         | Altas             | Altas    |
| Jugador        | Posición      | Procedencia       | Tipo     |
| -------------- | ------------- | ----------------- | -------- |
| Jeremy Márquez | Mediocampista | Atlas Fútbol Club | Traspaso |
| José Paradela  | Mediocampista | Club Necaxa       | Traspaso |

| Bajas               | Bajas         | Bajas                  | Bajas    |
| Jugador             | Posición      | Destino                | Tipo     |
| ------------------- | ------------- | ---------------------- | -------- |
| Alexis Gutiérrez    | Mediocampista | Club America           | Traspaso |
| Leonardo Sámano     | Mediocampista | Tepatitlán Fútbol Club | Préstamo |
| Giorgos Giakoumakis | Delantero     | PAOK Salónica FC       | Préstamo |

### Jugadores con más títulos
| Jugador                                          | Títulos | Títulos |
| ------------------------------------------------ | ------- | --- |
| Fernando Bustos                                  | 13      | 1 Segunda División 6 Primera División 1 Copa México 2 Campeón de Campeones 3 Copa de Campeones                           |
| Hector Pulido                                    | 12      | 1 Segunda División 5 Primera División 1 Copa México 2 Campeón de Campeones 3 Copa de Campeones                           |
| Javier Sánchez Galindo                           | 11      | 5 Primera División 1 Copa México 2 Campeón de Campeones 3 Copa de Campeones                                              |
| Cesáreo Victorino Ramírez                        | 9       | 4 Primera División 1 Copa México 1 Campeón de Campeones 3 Copa de Campeones                                              |
| Javier Guzmán                                    | 8       | 4 Primera División 1 Campeón de Campeones 3 Copa de Campeones                                                            |
| Miguel Marín                                     | 7       | 5 Primera División 1 Campeón de Campeones 1 Copa de Campeones                                                            |
| Horacio López Salgado                            | 7       | 5 Primera División 1 Campeón de Campeones 1 Copa de Campeones                                                            |
| Jesús Corona                                     | 7       | 2 Copa México 1 Primera División 1 Supercopa de México 1 Campeón de Campeones 1 Liga de Campeones 1 Supercopa de la Liga |
| Julio César Domínguez                            | 7       | 2 Copa México 1 Primera División 1 Supercopa de México 1 Campeón de Campeones 1 Liga de Campeones 1 Supercopa de la Liga |
| Datos actualizados hasta el 26 de junio de 2022. |         | |

### Campeones de Goleo
| Futbolista            | Torneo          | Goles |
| --------------------- | --------------- | ----- |
| Horacio López Salgado | 1974-75         | 25    |
| Carlos Hermosillo     | 1993-94         | 27    |
| Carlos Hermosillo     | 1994-95         | 35    |
| Carlos Hermosillo     | 1995-96         | 26    |
| Sebastián Abreu       | Verano 2002     | 19    |
| Emmanuel Villa        | Apertura 2009   | 17    |
| Jonathan Rodríguez    | Guard1anes 2020 | 12    |
| Uriel Antuna          | Clausura 2024   | 8     |

| Futbolista         | Torneo        | Goles |
| ------------------ | ------------- | ----- |
| Carlos Hermosillo  | 1995-96       | 5     |
| Carlos Hermosillo  | 1996-97       | 9     |
| Martín Cauteruccio | Apertura 2018 | 6     |

| Futbolista        | Torneo  | Goles |
| ----------------- | ------- | ----- |
| Octavio Muciño    | 1971    | 9     |
| Carlos Hermosillo | 1997    | 3     |
| Benjamín Galindo  | 1997    | 3     |
| Javier Orozco     | 2008-09 | 7     |
| Javier Orozco     | 2010-11 | 11    |
| Ángel Sepúlveda   | 2025    | 9     |

## Entrenadores

### Historial
| Nombre                 | Desde                    | Hasta                    | Estadísticas | Estadísticas | Estadísticas | Estadísticas | Estadísticas |
| Nombre                 | Desde                    | Hasta                    | J            | G            | E            | P            | %            |
| ---------------------- | ------------------------ | ------------------------ | ------------ | ------------ | ------------ | ------------ | ------------ |
| Paulino Sánchez        | Junio de 1961            | 1 de junio de 1964       | 60           | 17           | 21           | 22           | 45.83%       |
| Jorge Marik            | 6 de junio de 1964       | 19 de diciembre de 1965  | 60           | 17           | 21           | 22           | 45.83%       |
| Walter Ormeño          | 23 de julio de 1966      | 13 de octubre de 1966    | 13           | 3            | 4            | 6            | 38.46%       |
| Raúl Cárdenas          | 23 de octubre de 1966    | 29 de junio de 1975      | 309          | 155          | 95           | 59           | 65.53%       |
| José Moncebáez         | 2 de noviembre de 1975   | 7 de febrero de 1976     | 15           | 4            | 7            | 4            | 50%          |
| Jorge Marik            | 14 de febrero de 1976    | 24 de julio de 1976      | 23           | 11           | 7            | 5            | 63.04%       |
| Alfonso Portugal       | 11 de septiembre de 1976 | 27 de noviembre de 1976  | 12           | 4            | 7            | 1            | 62.5%        |
| Ignacio Trelles        | 4 de diciembre de 1976   | 20 de noviembre de 1982  | 263          | 96           | 120          | 47           | 59.32%       |
| Miguel Marín           | 27 de noviembre de 1982  | 30 de diciembre de 1982  | 6            | 2            | 2            | 2            | 50%          |
| Enrique Meza           | 9 de enero de 1983       | 5 de mayo de 1983        | 19           | 5            | 9            | 5            | 50%          |
| Alberto Quintano       | 4 de septiembre de 1983  | 11 de mayo de 1985       | 82           | 29           | 32           | 21           | 54.88%       |
| Héctor Pulido          | 9 de agosto de 1986      | 11 de junio de 1988      | 84           | 32           | 32           | 20           | 57.14%       |
| Manuel Lapuente        | 16 de octubre de 1988    | 11 de diciembre de 1988  | 9            | 2            | 3            | 4            | 38.89%       |
| Mario Velarde          | 17 de diciembre de 1988  | 17 de junio de 1989      | 29           | 12           | 11           | 6            | 60.34%       |
| Manuel Lapuente        | 21 de junio de 1989      | 16 de julio de 1989      | 8            | 4            | 1            | 3            | 56.25%       |
| Mario Velarde          | 10 de septiembre de 1989 | 10 de marzo de 1990      | 30           | 7            | 15           | 8            | 48.33%       |
| Áxel Bierbaum          | 17 de marzo de 1990      | 5 de mayo de 1990        | 8            | 1            | 3            | 4            | 31.25%       |
| Ignacio Prieto         | 29 de septiembre de 1990 | 1 de junio de 1992       | 84           | 33           | 28           | 23           | 55.95%       |
| Nelson Acosta          | 16 de agosto de 1992     | 29 de noviembre de 1992  | 17           | 6            | 5            | 6            | 50%          |
| Enrique Meza           | 5 de diciembre de 1992   | 28 de enero de 1995      | 83           | 38           | 23           | 22           | 59.64%       |
| Luis Fernando Tena     | 5 de febrero de 1995     | 21 de abril de 1996      | 57           | 28           | 18           | 11           | 59.65%       |
| Víctor Manuel Vucetich | 10 de agosto de 1996     | 8 de marzo de 1997       | 26           | 8            | 6            | 12           | 38.46%       |
| Jesús del Muro         | 19 de marzo de 1997      | 4 de mayo de 1997        | 8            | 4            | 3            | 1            | 62.5%        |
| Luis Fernando Tena     | 27 de julio de 1997      | 25 de marzo de 2000      | 115          | 55           | 35           | 25           | 57.97%       |
| José Luis Trejo        | 1 de abril de 2000       | 8 de diciembre de 2002   | 106          | 44           | 29           | 33           | 50.63%       |
| Mario Carrillo         | 12 de enero de 2003      | 9 de marzo de 2003       | 9            | 0            | 6            | 3            | 22.22%       |
| Enrique Meza           | 16 de marzo de 2003      | 6 de marzo de 2004       | 44           | 17           | 11           | 16           | 46.97%       |
| Luis Fernando Tena     | 13 de marzo de 2004      | 16 de octubre de 2004    | 26           | 10           | 6            | 10           | 46.15%       |
| José Luis Saldívar     | 20 de octubre de 2004    | 20 de noviembre de 2004  | 7            | 2            | 3            | 2            | 42.86%       |
| Rubén Omar Romano      | 15 de enero de 2005      | 22 de mayo de 2005       | 21           | 9            | 6            | 6            | 52.38%       |
| Isaac Mizrahi          | 30 de julio de 2005      | 24 de septiembre de 2005 | 9            | 7            | 1            | 1            | 81.48%       |
| Rubén Omar Romano      | 28 de septiembre de 2005 | 4 de diciembre de 2005   | 10           | 2            | 3            | 5            | 30%          |
| Isaac Mizrahi          | 21 de enero de 2006      | 20 de mayo de 2007       | 58           | 28           | 12           | 18           | 55.17%       |
| Sergio Markarián       | 19 de junio de 2007      | 6 de junio de 2008       | 44           | 20           | 10           | 14           | 53.03%       |
| Benjamín Galindo       | 26 de julio de 2008      | 2 de mayo de 2009        | 39           | 12           | 13           | 14           | 41.88%       |
| Robert Dante Siboldi   | 5 de mayo de 2009        | 9 de mayo de 2009        | 1            | 0            | 1            | 0            | 33.33%       |
| Enrique Meza           | 25 de julio de 2009      | 29 de abril de 2012      | 116          | 56           | 27           | 33           | 56.03%       |
| Guillermo Vázquez      | 28 de mayo de 2012       | 3 de diciembre de 2013   | 61           | 27           | 19           | 15           | 54.64%       |
| Luis Fernando Tena     | 10 de diciembre de 2013  | 20 de mayo de 2015       | 53           | 23           | 15           | 15           | 52.83%       |
| Sergio Bueno           | 8 de junio de 2015       | 29 de septiembre de 2015 | 10           | 3            | 1            | 6            | 33.33%       |
| Joaquín Moreno         | 30 de septiembre de 2015 | 2 de octubre de 2015     | 1            | 0            | 1            | 0            | 33.33%       |
| Tomás Boy              | 2 de octubre de 2015     | 22 de octubre de 2016    | 37           | 10           | 17           | 10           | 42.34%       |
| Joaquín Moreno         | 23 de octubre de 2016    | 28 de noviembre de 2016  | 3            | 1            | 0            | 2            | 33.33%       |
| Paco Jémez             | 28 de noviembre de 2016  | 27 de noviembre de 2017  | 39           | 12           | 16           | 11           | 44.4%        |
| Pedro Caixinha         | 5 de diciembre de 2017   | 2 de septiembre de 2019  | 66           | 34           | 12           | 20           | 57.57%       |
| Robert Dante Siboldi   | 6 de septiembre de 2019  | 11 de diciembre de 2020  | 38           | 20           | 7            | 11           | 58.77%       |
| Juan Reynoso           | 2 de enero de 2021       | 19 de mayo de 2022       | 74           | 36           | 20           | 18           | 57.66%       |
| Diego Aguirre          | 30 de mayo de 2022       | 20 de agosto de 2022     | 11           | 3            | 2            | 6            | 33.33%       |
| Raúl Gutiérrez         | 24 de agosto de 2022     | 13 de febrero de 2023    | 15           | 6            | 3            | 6            | 43.75%       |
| Joaquín Moreno         | 14 de febrero de 2023    | 22 de febrero de 2023    | 2            | 2            | 0            | 0            | 100%         |
| Ricardo Ferretti       | 23 de febrero de 2023    | 7 de agosto de 2023      | 17           | 6            | 2            | 9            | 39.21%       |
| Joaquín Moreno         | 8 de agosto de 2023      | 19 de diciembre de 2023  | 11           | 3            | 2            | 6            | 33.33%       |
| Martín Anselmi         | 20 de diciembre de 2023  | 24 de enero de 2025      | 50           | 28           | 10           | 12           | 62.66%       |
| Vicente Sánchez        | 25 de enero de 2025      | 6 de junio de 2025       | 28           | 18           | 8            | 2            | 70.23%       |
| Nicolás Larcamón       | 16 de junio de 2025      | -                        | 7            | 2            | 4            | 1            | 47.62%       |

### Entrenadores destacados
| Entrenador             | Éxitos                                                                                            | Títulos |
| ---------------------- | ------------------------------------------------------------------------------------------------- | ------- |
| Jorge Marik            | Ascenso a primera división en la temporada 1963-1964.                                             | 1       |
| Raúl Cárdenas          | Multicampeón local y tricampeón Internacional. El entrenador más ganador en la historia del club. | 11      |
| Ignacio Trelles        | Bicampeón de liga en las temporadas 1978-1979 y 1979-1980.                                        | 2       |
| Víctor Manuel Vucetich | Campeón de la Copa México Copa México 1996.                                                       | 1       |
| Luis Fernando Tena     | Campeón de liga en el Invierno 1997 y tricampeón de la Liga de Campeones.                         | 4       |
| Guillermo Vázquez      | Campeón de la Copa MX Clausura 2013                                                               | 1       |
| Pedro Caixinha         | Campeón de la Copa MX Apertura 2018 y Supercopa MX 2018-19                                        | 2       |
| Juan Reynoso           | Campeón de liga en el torneo Guard1anes Clausura 2021 y Campeón de Campeones 2020-21              | 2       |
| Diego Aguirre          | Campeón de Supercopa de la Liga MX 2022                                                           | 1       |
| Vicente Sánchez        | Campeón de Copa de Campeones de la Concacaf 2025                                                  | 1       |

## Jugadores destacados
A lo largo de su historia, han sido centenares los futbolistas en disputar al menos un encuentro con la camiseta del primer equipo de Cruz Azul. Entre ellos, el ídolo indiscutido Miguel Marín, fue el jugador más determinante en la obtención de 5 de los 9 títulos de primera división que tiene Cruz Azul en sus vitrinas. Por otro lado, otro símbolo de la institución es Julio César Domínguez, que disputó más encuentros oficiales en la historia del club, con 552 presentaciones, y contando,entre 2006 hasta la fecha. Por otra parte está Fernando Bustos quién, además de ser el cuarto máximo goleador del club, es el jugador con mayor cantidad de títulos conseguidos (13). En tanto, el entrenador más títulos de la institución es el Güero Raúl Cárdenas con un total de 11.
Los jugadores que más goles han convertido por el club en encuentros de Primera División son Carlos Hermosillo (197), Horacio López Salgado (133), Francisco Palencia (105), Fernando Bustos (92) y el paraguayo Eladio Vera (80). Carlos Hermosillo, quien además de ser el goleador histórico del club, es con sus 294 goles totales el segundo máximo anotador del fútbol mexicano, dueño de un gran promedio de gol, asimismo tiene el récord de goles en una misma temporada con el club con 35 tantos en 1995.

## Equipos Profesionales

### Cruz Azul Hidalgo
Equipo profesional que comenzó a participar en Primera División "A" a partir de su creación como tal. Juega en Ciudad Cooperativa Cruz Azul, aunque por un breve lapso se mudó Oaxaca con el nombre de Cruz Azul Oaxaca. La maquinita tuvo problemas en el Ascenso MX, debido a su baja puntuación pudo desaparecer en la temporada de 2012-2013, sin embargo salvó la categoría y descendió al equipo de Pumas Morelos, con esto logró su permanencia en el Ascenso MX.
El 15 de mayo de 2014, la directiva de Cruz Azul cerró la venta de Cruz Azul Hidalgo, los cuales se convirtieron en el nuevo Zacatepec para el torneo Apertura 2014. Luego de la desaparición del club, el Cruz Azul Jasso de la Segunda División cambió su nombre a Cruz Azul Hidalgo, por lo que el club sigue existiendo pero ahora en la Liga Premier de Ascenso de la Segunda División. El equipo es diridigo por Edgardo Fuentes (técnico), Salvador Aguado (auxiliar), Rigoberto Sugey (preparador físico).

### Cruz Azul Premier
Equipo profesional que comenzó a participar en la Liga Premier de Ascenso, como el filial de Cruz Azul sin derecho al ascenso, este equipo es totalmente diferente al Cruz Azul Hidalgo, en 2015 la liga hizo obligatorio que todos los clubes de primera división contaran con un equipo filial en la liga premier para que los jugadores que rebasaran el límite de la Sub 20 y los que todavía no se habían consolidado siguieran en activo, razón por la cual el club deportivo cruz azul fundo al cruz azul premier, sin embargo para el año 2018 esta regla fue eliminada, por lo que el club decidió que el equipo de Cruz Azul Premier fuera retirado de la competencia.

### Cruz Azul Oaxaca
Fue un equipo de fútbol mexicano que jugaba en la Primera División 'A' de México (hoy Liga de Ascenso de México). Era filial del Cruz Azul; su sede era el Estadio Benito Juárez ubicado en Oaxaca de Juárez, Oaxaca, México.

### Cruz Azul Jasso
Este equipo filial comenzó a participar en el torneo Apertura 2006 en la Segunda División Zona Bajío, bajo el nombre de Cruz Azul Hidalgo. Modificó su nombre a Cruz Azul Jasso debido al cambio de sede del ya extinto Cruz Azul Oaxaca hacia la entidad hidalguense, quien ocupó el nombre de Cruz Azul Hidalgo. Cruz Azul Jasso fue campeón de la Segunda División en el torneo Clausura 2007. Para el Apertura 2014, el club volvió a tener el nombre de Cruz Azul Hidalgo, debido a que la franquicia de Ascenso MX fue vendida a Zacatepec. Sin embargo, el Cruz Azul Dublán de la Tercera División cambió su nombre a Cruz Azul Jasso, por lo que el club siguió existiendo pero ahora en la Tercera División, donde solo duró una temporada para después convertirse en Cruz Azul Premier para que participara de nueva cuenta en la Segunda División.

### Cruz Azul Lagunas
Esta filial radicó durante varias temporadas en la segunda división y recientemente en una reestructuración del equipo se decidió que ocuparía un lugar en la tercera división, donde actualmente juega dentro del grupo 2. Su sede es el Estadio Lagunas en la ciudad de Lagunas, Oaxaca.

## Rivalidades

### Clásico Joven
El primer encuentro entre estos dos equipos data del 23 de junio de 1963, donde saldría victorioso el cuadro azulcrema por marcador de 0 a 4 goles, no obstante, este sería un duelo amistoso con el Cruz Azul aún perteneciendo a la Segunda División; el primer gol en la historia de esta rivalidad fue obra de Francisco Valdés. Ya con el Cruz Azul en el máximo circuito, el 30 de agosto de 1964 en el Estadio 10 de Diciembre, se disputó el primer partido de carácter oficial, el América nuevamente se llevó el triunfo por 1 a 2, con un autogol de Francisco Ulibarri y una anotación de Alfonso Portugal, por parte de los Cementeros descontaría Hilario Díaz. La primera victoria por parte de la Máquina tardaría en llegar, dándose hasta la temporada 1967-68, donde vencería a los Cremas por marcador de 1 a 0 con anotación de Raúl Arellano.
En pocos años el Cruz Azul obtuvo logros importantes, y en 1971 decidió cambiar su localía a la Ciudad de México y jugar en el Estadio Azteca, inmueble propiedad del América. Sin embargo, el «Clásico Joven» nacería hasta el 9 de julio de 1972 cuando ambas escuadras disputaron en partido único el título de la temporada 1971-72, y en donde el Cruz Azul goleó a las Águilas por marcador de 4 a 1. En años posteriores, los dos conjuntos tuvieron grandes duelos ya que el Cruz Azul se convertiría en el equipo de la década de los Años 1970 —ganándose el apodo de la «Máquina»—, mientras que el América sería el mejor equipo en los Años 1980; este último obtendría su revancha en Liga el 16 de julio de 1989 con un gol del canterano Carlos Hermosillo, dejando el marcador global de aquella final en 5 a 4 goles y así coronándose en esa campaña ante su rival de la ciudad.
Después de más de dos décadas, de nueva cuenta se enfrentaron en una final de Liga en el torneo Clausura 2013, siendo este el partido más visto en la historia del fútbol mexicano, y por algunos, considerada la mejor final de todos los tiempos del país. El conjunto azulcrema remontaría en los últimos 5 minutos el encuentro, con goles de Aquivaldo Mosquera y del portero Moisés Muñoz, para llevar el duelo al alargue y posteriormente ganarlo en penales.

## Fuerzas Básicas

### Cruz Azul U20
Equipo conformado por menores de 20 años, quienes son convocados por reclutamiento anual público y de escuelas oficiales.

### Cruz Azul U17
Equipo conformado por menores de 17 años, quienes son convocados por reclutamiento anual público y de escuelas oficiales.

### Cruz Azul U15
Equipo conformado por menores de 15 años, quienes son convocados por reclutamiento anual público y de escuelas oficiales.

### Cruz Azul U13
Equipo conformado por menores de 13 años, quienes son convocados por reclutamiento anual público y escuelas oficiales.

## Palmarés

### Títulos nacionales
| Competiciones nacionales          | Títulos                                                                                            | Subcampeonatos |
| --------------------------------- | -------------------------------------------------------------------------------------------------- | --- |
| Primera División de México (9/12) | 1968-69, México 1970, 1971-72, 1972-73, 1973-74, 1978-79, 1979-80, Invierno 1997, Guard1anes 2021. | 1969-70, 1980-81, 1986-87, 1988-89, 1994-95, Invierno 1999, Clausura 2008, Apertura 2008, Apertura 2009, Clausura 2013, Apertura 2018, Clausura 2024. (Récord) |
| Copa México (4/2)                 | 1968-69, 1996-97, Clausura 2013, Apertura 2018.                                                    | 1973-74, 1987-88. |
| Campeón de Campeones (3/1)        | 1968-69, 1973-74, 2020-21.                                                                         | 1971-72. |
| Supercopa de la Liga (1/0)        | 2022. (Récord compartido)                                                                          | |
| Supercopa de México (1/0)         | 2018-19.                                                                                           | |
| Segunda División de México (1/0)  | 1963-64.                                                                                           | |

### Títulos internacionales
| Competiciones internacionales          | Títulos                                                          | Subcampeonatos    |
| -------------------------------------- | ---------------------------------------------------------------- | ----------------- |
| Copa de Campeones de la Concacaf (7/2) | 1969, 1970, 1971, 1996, 1997, 2013-14, 2025 (Récord compartido). | 2008-09, 2009-10. |
| Copa Libertadores de América (0/1)     |                                                                  | 2001.             |
| Copa Interamericana (0/1)              |                                                                  | 1972.             |

### Títulos nacionales amistosos
- Campeón del Torneo Cuna del Fútbol Mexicano (5): 1997, 1998, 2002, 2006, 2007.
- Campeón del Torneo Monterrey 400: 1996
- Campeón Copa GNP por México: 2020
- Campeón Copa Sky: 2022

### Títulos internacionales amistosos
- Campeón del Torneo Almería: 1979.
- Campeón del Torneo Burgos: 1980.
- Campeón Cuadrangular Azteca 81: 1981.
- Campeón Triangular Los Ángeles: 1991.
- Campeón Cuadrangular Querétaro: 1992.

- Campeón Copa 5 de mayo: 2004.
- Campeón Copa Panamericana: 2007.
- Campeón Copa Amistad: 2007.
- Campeón Copa Aztex: 2009.
- Campeón Noche Azul: 2011.[152]
- Campeón Copa Socio Mx: 2015.
- Campeón Súper Copa Tecate: 2017.
- Campeón Dynamo Charities Cup: 2017.
- Campeón Leagues Cup: 2019.
- Campeón Copa Fundadores: 2024.

### Torneos clasificatorios
- Pre Pre Libertadores: 2000.
- Copa Pre Libertadores:2001.